# 中国の書道史

『蘭亭序』（部分）王羲之

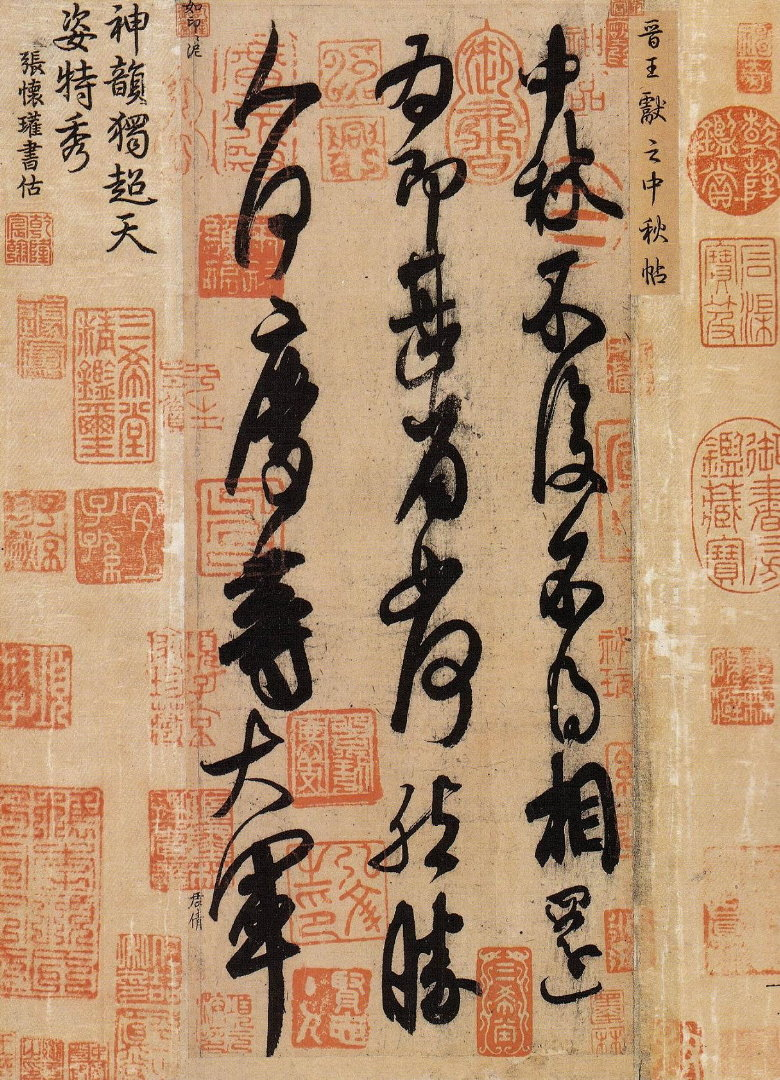
『中秋帖』王献之書

中国の書道史（ちゅうごくのしょどうし）では、有史以来、清代までの中国における書の歴史について、その背景・書体の変遷・書風・筆跡・書人・書論など書に関連した事跡を記す。

## 概要
文字のもつ様式上の美を書という。漢字はその成立した当初から美への意識を刺激するものであった。よって、漢字と書の結合は初めから約束されていたといえよう。漢字の構造的な字形構成は、複雑のうちに変化と求心的な統一の原理がはたらいており、その変化と統一の融合は、様式としての美を追求するにふさわしい形態である。事実、最古の文字資料である殷代の甲骨文は、すでにすぐれた様式美を達成している。また、漢字の点画は幾何学的な線ではなく、すぐれた画家がその描線を以て事物の本質にせまろうとする律動的な線の描出法に似ている。このように漢字はその結体において字の起原的な形態を明確に示しながら、なお文字としての美をも志向しており、その他の古代文字とは本質を異にするものである。
書は漢字圏の文化であり、芸術である。芸術は制作と鑑賞という2つの営みの上に成立する。書の芸術性は、漢字の成立の当初においてすでに予定されており、また、その後の長い書の歴史がそのことを実証してきた。特定の個人がはっきりと芸術家としての評価を得たのは魏の鍾繇を嚆矢とし、その後、二王に代表される東晋の貴族たちによって美しく洗練され、芸術としての域にまで高められた。能書の鑑賞は古くからあったが、この東晋時代に至って書の造形に骨・肉・筋を見るようになった。これは書の鑑賞における画期的な認識であり、書が人間表現のものと自覚され、純粋に鑑賞の対象となったことを示唆している。

### 書体の変遷
漢字の書体は社会的・実用的な要求や美意識の変化によって変遷していった。代表的な書体は篆書・隷書・楷書・行書・草書の5体で、楷行草という呼称があることから、篆隷楷行草の順で書体が誕生したと思われることも多いが、出土文字資料の分析によれば、殷代の篆書、戦国時代の隷書、前漢時代の草書、後漢時代の行書、後漢末から三国時代にかけての楷書という順序でそれぞれの発生が認められている。このすべての書体が一応完成されたのが六朝時代であり、その変遷をまとめるとおおむね次のとおりである。
```
　　　　　　　　　　　　　　       　　　             ┌楚文字
　　　　　　　　　　　　　　       　             　  ┃（簡帛）
　　　　　　　　　　　　       　                     ┣燕文字
　　　　　　　　　　　　       　          　         ┃
　　　　　　　　　　　　       　            ┌六国文字（璽印文字・貨幣文字・陶文・漆器）┉┉┉┉┉┉┉┓
　　　　　　　　　　　　       　            ┃       ┃                                        ┋
　　　　　　　　　　　　       　            ┃       ┣斉文字                                  ┋
　　　　　　　　　　　　       　            ┃       ┃                                        ┋
殷文字━━━━━西周文字━━━春秋文字━━戦国文字 ┗晋文字        ┌━━━《説文》小篆・籀文・古文
（甲骨・金文）（甲骨文・金文）  （金文）     ┃                    ┃
　　　　　　　　　　　　       　            ┗━━秦文字━━━━漢文字━━隷書
　　　　　　　　　　　　　　         （簡牘・篆書・石鼓文・璽印）  ┃
　　　　　　　　　　　　　　　       　　　　                      ┣━━━章草┳━━━━━草書━日本の平仮名
　　　　　　　　　　　　　　　　       　　　               　                 ┃　　　　　┃
　　　　　　　　　　　　　　　　       　　　　                                ┃　　　　　┗
　　　　　　　　　　　　　　　　       　　　　                           　   ┣━━━━━━行狎書┳━行書
　　　　　　　　　　　　　　　　       　　　            　               　   ┃　　　　　　　　　┃
　　　　　　　　　　　　　　　　　　       　　                           　   ┃　　　　　　　　　┗━
　　　　　　　　　　　　　　　　　　       　　                                ┗━━━━━━━━━━━楷書━日本の片仮名

```

| 甲骨文 | 金文 （殷） | 金文 （西周） | 金文 （春秋） | 金文 （戦国） | 簡帛 （楚国） | 簡牘 （秦国） | 『説文』 小篆 | 『説文』 籀文 | 『説文』 古文 | 隷書 | 草書 | 行書 | 楷書 |
| ------ | ----------- | ------------- | ------------- | ------------- | ------------- | ------------- | ------------- | ------------- | ------------- | ---- | ---- | ---- | ---- |
|        |             |               |               |               |               |               |               |               |               |      |      |      |      |

#### 篆書・隷書

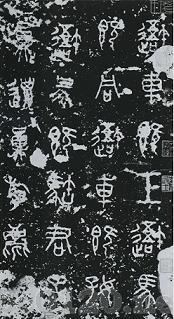
秦の刻石『石鼓文』（部分）

篆書という書体は広義には古文（甲骨文と金文）・籀文（大篆）・小篆のすべてを含むが、狭義では小篆を指す。金文と小篆の中間的書体である籀文の代表的な筆跡は戦国時代の秦の『石鼓文』であり、書道史にとって大変重要な遺物となっている。そして、この大篆を基に秦の始皇帝が李斯に命じてつくらせたのが小篆であり、秦の刻石などに筆跡が現存する。
隷書は狭義では八分隷（単に八分とも）を指すが、まずは篆書の速書きからの古隷に始まる。古隷には波磔がなく、これに波磔などの装飾がついて八分となり、前漢時代すでに常用されていたことが近年の発見によりわかっている。漢代に入ると隷書は造形美を追求する方向と、本来の速書きを具現化する方向とに分かれていく。前者は後漢に建碑が流行したこともあり、『曹全碑』や『張遷碑』など芸術品として完成度の高い八分の刻碑が作られた。後者は章草を経て草書へと変化していく。

#### 楷書・行書・草書
前漢の時、八分を速書きしてその点画を省略した章草と呼ばれる新書体が生まれた。章草には八分の特徴である波磔が残っており、その典型的な筆跡に皇象の『急就章』がある。これを見ると章草は隷書を基盤とし、かつ草書はこれを発展させたものであることが一目瞭然で、後漢末期には章草がさらに略化されて草書となった。さらにこの頃、速書体として楷書・行書も使用されるようになり、じつに後漢のうちに草書・行書・楷書の発生を認めることができる。
その後、鍾繇の『宣示表』に代表される楷書が、わずかに隷意を感じさせながらもその完成の域に達し、六朝時代の北魏においては刻石や碑に相応しい峻険な六朝楷書という傑作が多く残された。日本で昭和時代から小中学校の教科書の手本に取り入れられた楷書の原形は欧陽詢の『九成宮醴泉銘』などの初唐の楷書で、これを見ると我々の用いている文字の基になっていることが分かる。
行書・草書は、東晋の王羲之を中心とする貴族たちによって美しく洗練され、その王羲之の名筆には行書の『蘭亭序』や『集字聖教序』、草書の『十七帖』などが知られる。その他の草書作品としては、智永の『真草千字文』、孫過庭の『書譜』、懐素の『自叙帖』があり、『十七帖』と『真草千字文』は独草体、『書譜』は連綿草、『自叙帖』は狂草体という形容でその特徴が表現される。

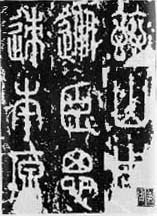
小篆『秦の刻石』（部分）
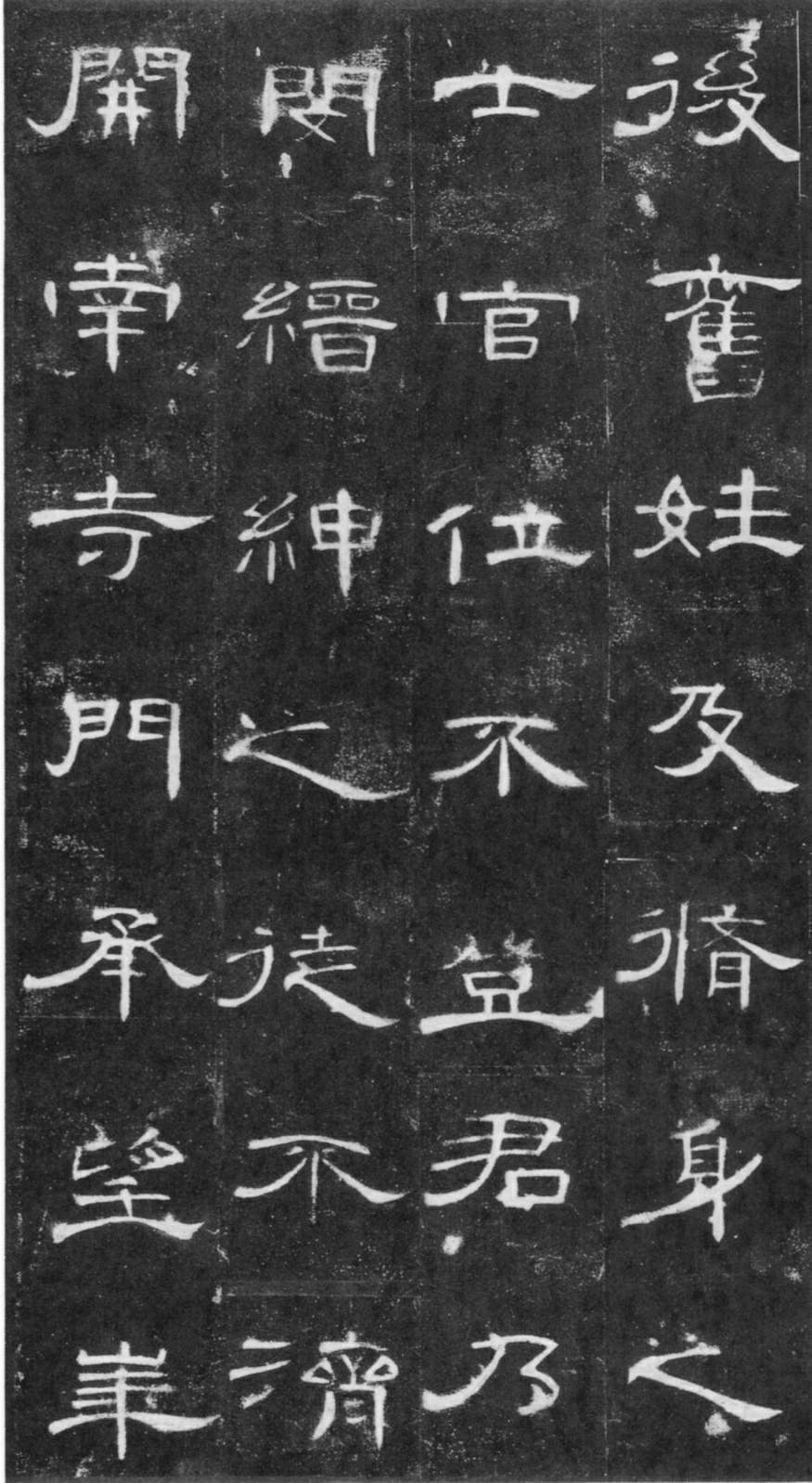
八分『曹全碑』（部分）
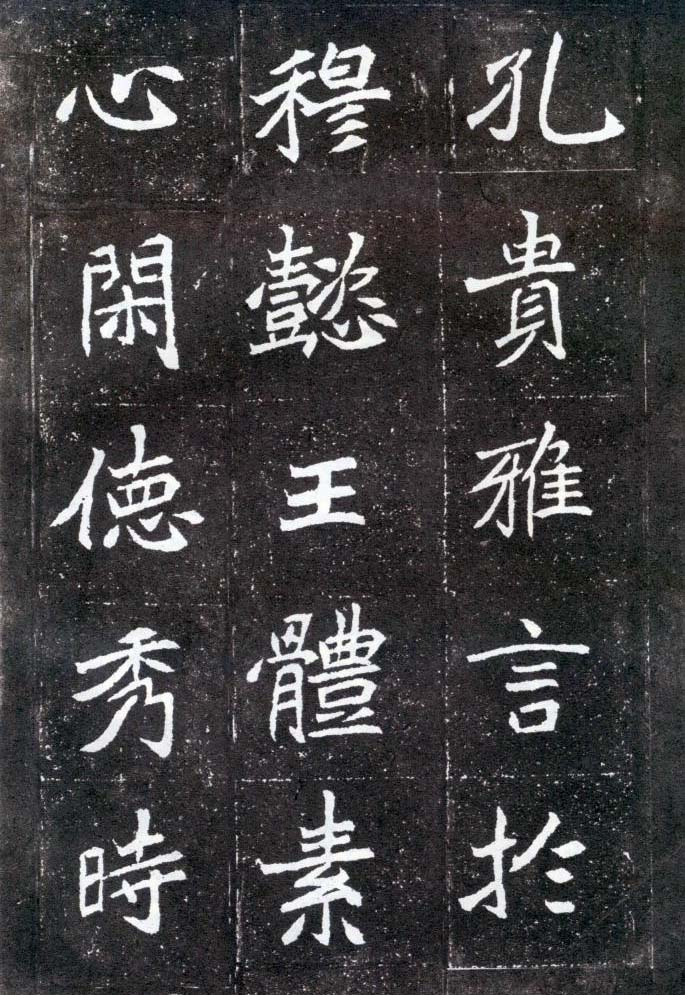
六朝楷書『元懐墓誌』（部分）
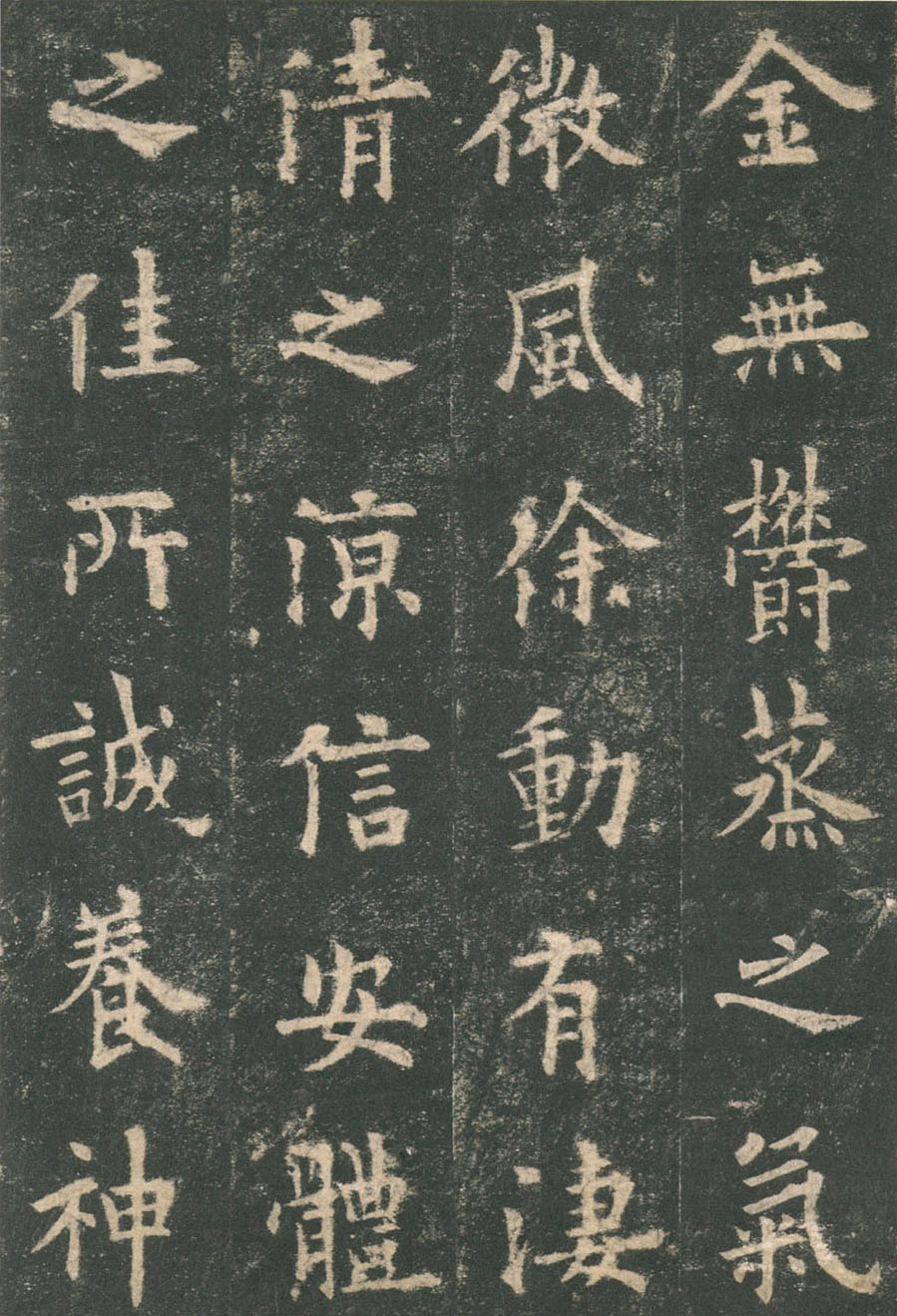
楷書『九成宮醴泉銘』（部分）欧陽詢書
行書『蘭亭序』（部分）王羲之
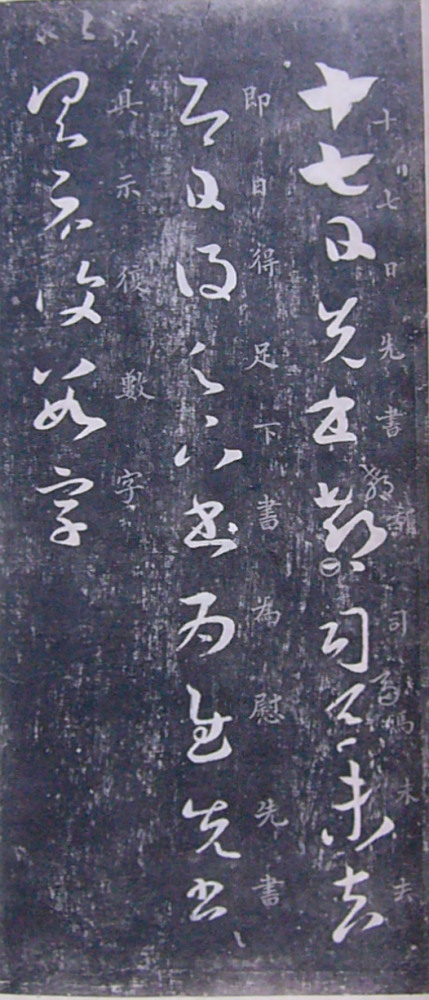
草書『十七帖』（部分）王羲之
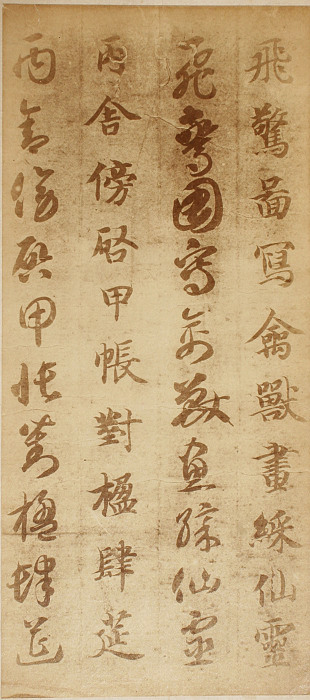
草書と楷書『真草千字文』（部分）智永書
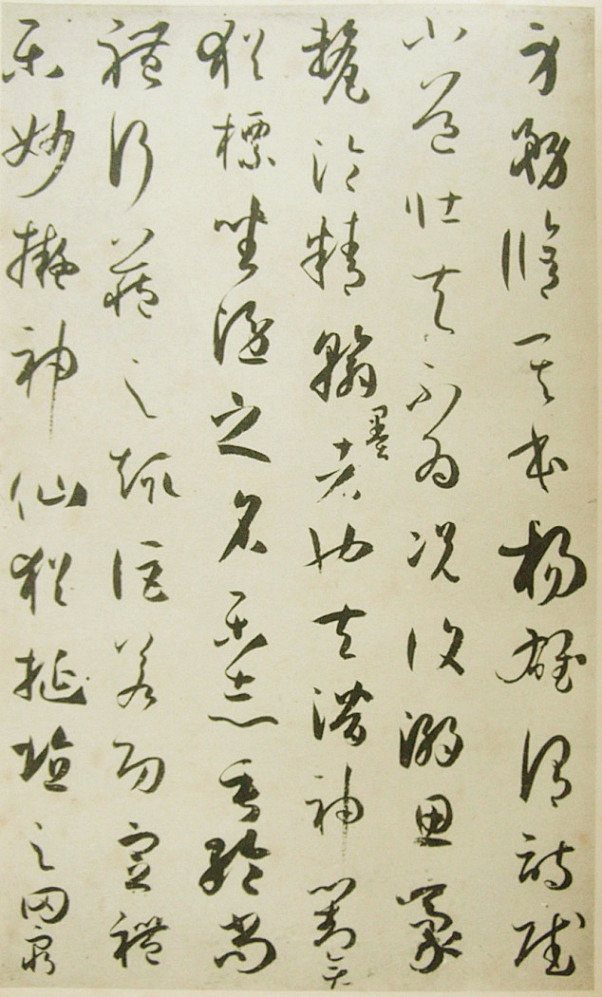
草書『書譜』（部分）孫過庭書

#### 正体
正体（せいたい、正書体・標準体とも）とは、各時代の正式書体のことである。周代は籀文、秦代は小篆、漢代は隷書、そして六朝時代は楷書が正体に昇格する。金石などに文字を刻するのは永久に遺こすことを目的にしているため、使用される書体はその時代の正体である。
行書・草書は正体を速書きするための俗体（補助体とも）として位置づけられ、正体に昇格することはなかったが、隷書の俗体として成立した草書は、逆にそのもとになった隷書に影響を及ぼして行書の発生を促し、行書もまた草書とともに隷書に影響を与えて楷書発生の要因となった。

### 文字数
漢字の文字数は、甲骨文・金文にはいずれも約3,000字、重複を除けば合わせて4,000余の字数がある。文化の進展につれて象形文字だけでは思想の記録・伝達に不十分になったことから象形文字を基にして次々と新しい文字が作られた。その造字法を六書または六義という。
字数の増加を各時代の字書の収録数で示すと、秦の『蒼頡篇』に3,300字、後漢の『説文解字』に9,353字、魏の『広雅』に18,151字、梁の『玉篇』に16,917字、唐の『韻海鏡源』に26,911字、北宋の『広韻』に26,194字、明の『字彙』に33,179字・『正字通』に33,671字、清の『康熙字典』では49,030字に至る。
しかし、これらの増加した文字は、形声文字、あるいは異体字で、本来の造字法ではない。つまり、基本字の増加ではなく、基本字は甲骨文・金文にほぼ備わっている。文字の成立する過程は、はじめ極めて少数の最も基本的な文字がまず作られ、その後、長い期間にわたって次第に増加していったと考えられている。また、文字の体系はすでにその創出の時代に存しており、新しい字が加えられるとしても、それはその体系の中で、文字構造の原理に従って作られたもので、その体系を超えることはできないのである。
『玉篇』に収められている16,917字には、その出典や訓詁が示されているが、その後の字書には出典も明らかでないような文字がみだりに増加しているため、全く意味のない字数の増加といえる。主要な古典の使用字数から見当をつけると、必要な文字の実数は大体8,000字程度とみてよい。

### 書人
書人の代表は、王羲之（書聖・大王）、魏の鍾繇、後漢の張芝（草聖）、東晋の王献之（小王）、初唐の三大家、盛唐の顔真卿、宋の四大家、明末の董其昌・王鐸、清代の鄧石如・趙之謙などが挙げられる。
初唐の孫過庭は、『書譜』の中で王羲之の言葉を引用して、「多くの名書の中で、鍾繇の楷書と張芝の草書は群を抜いてよい。その他は観るに足りない。」と記し、さらに張芝の草書は王羲之より優れていることを羲之自身も認めていると記している。また、王献之は父の王羲之とともに二王と称され、南朝の宋では王羲之よりも王献之が貴ばれた。
歴代帝王中、第一の能書といわれる唐の太宗は王羲之の書を愛好し、有能な書人を重く用いたことにより初唐の三大家（欧陽詢・虞世南・褚遂良）が輩出するなど、書の黄金時代を現出するに至る。この三大家によって楷書は最高の完成域に到達された。初唐の三大家に薛稷を加えて初唐の四大家と称すが、初唐の三大家に顔真卿を加えると唐の四大家と称すので注意を要する。また、欧陽詢・顔真卿・晩唐の柳公権・元の趙孟頫を楷書の四大家とも称す。
顔真卿は王羲之と共に中国書道界の二大宗師とも謳われ、以後、顔真卿の追従者が多くあらわれる。宋の四大家もその影響を大きく受け、このうち蘇軾・黄庭堅・米芾の三大家は唐以来の技術本位の伝統的書道を退け、創作を主とする書芸術を打ち立てた。そして、これは明・清以後の近代書道の方向を示すものとなり、その代表的な継承者は、董其昌・王鐸などで、連綿を多用した行草体を長条幅という新しい書の作品様式として完成させた。現在、日本の書道展などで最も多く使用される紙面形式はこの縦形式の条幅であり、これを一般化させた王鐸らの業績は大きい。
書流の変遷は、1つに張芝、鍾繇から二王を頂点としてその伝統を誇る帖学の流れであり、もう1つは篆隷から出て北碑を眼目とし、顔真卿に起因する反王革新の碑学の流れである。この碑学を研究する碑学派は清代の隆盛期に勃興し、後期には主流となった。碑学派の代表は鄧石如・何紹基・趙之謙の3人である。

### 用筆法の変化
漢代に書法の発達がはじまり、筆の芸術としての書道がその第一歩を踏み出すことになる。その重要な点の一つに用筆法の変化がある。
篆書の時代の用筆法は一般的に筆管を垂直に立てており（直筆）、この方法は古隷の前漢ごろまで続くが、隷書が完成される後漢の時代になると、筆管を手前に傾けてきたことが横画の幅の広がりや起筆の形などからわかる（側筆）。これは、前漢時代まではまだ紙がなく、木簡や竹簡が用いられ、片手に筆を、片手に簡を持って書いており、直筆になるように両手で調整が行われた。しかし、後漢に紙の発明があり、机上に紙を広げて書くようになると筆管と紙に45度の角度がつき、無理して直筆になるように人差し指を上げたりする方法も考案されたが、自然と側筆を用いるようになった。そして、三国・西晋時代を経て東晋時代には、さらに半ば右方向に傾いていった。これが王羲之書法で、書は無限の変化を内包する線条芸術となり、中国の伝統的書法として日本にも伝わった（日本の書道史#奈良時代を参照）。しかし、清代に碑学が勃興すると北碑の書法（直筆）が盛んになり、これが中国の正統的書法として現在に至っている。

### 書の時代性
近世の書論において書の特質を晋、唐、宋、元・明の4つの時代に区分し、「晋の書は自然の風韻を貴び（晋韻）、唐の書は書の技法を貴び（唐法）、宋の書は意趣の深さを貴び（宋意）、元・明の書は姿態のおもしろさを貴ぶ（元明態）。」と表現している。これは梁巘（『評書帖』）と馮班（『鈍吟書要』）の論であり、書の時代性のほぼ一定した見方となっている。しかし、清の書についてはまだ論じたものがなく、中田勇次郎はいつも清学という言葉を続けていた。「清の書は考証的な学問を貴ぶ。」と解釈できる。

## 先史
今から約5000余年前、漢民族が西北から黄河沿岸に移り住み、ここに農業・牧畜を営んだことにより、黄河流域は文化の中心地となった。そして、この地に漢字が生まれ、中国の書道が始まる。

### 文字の創成

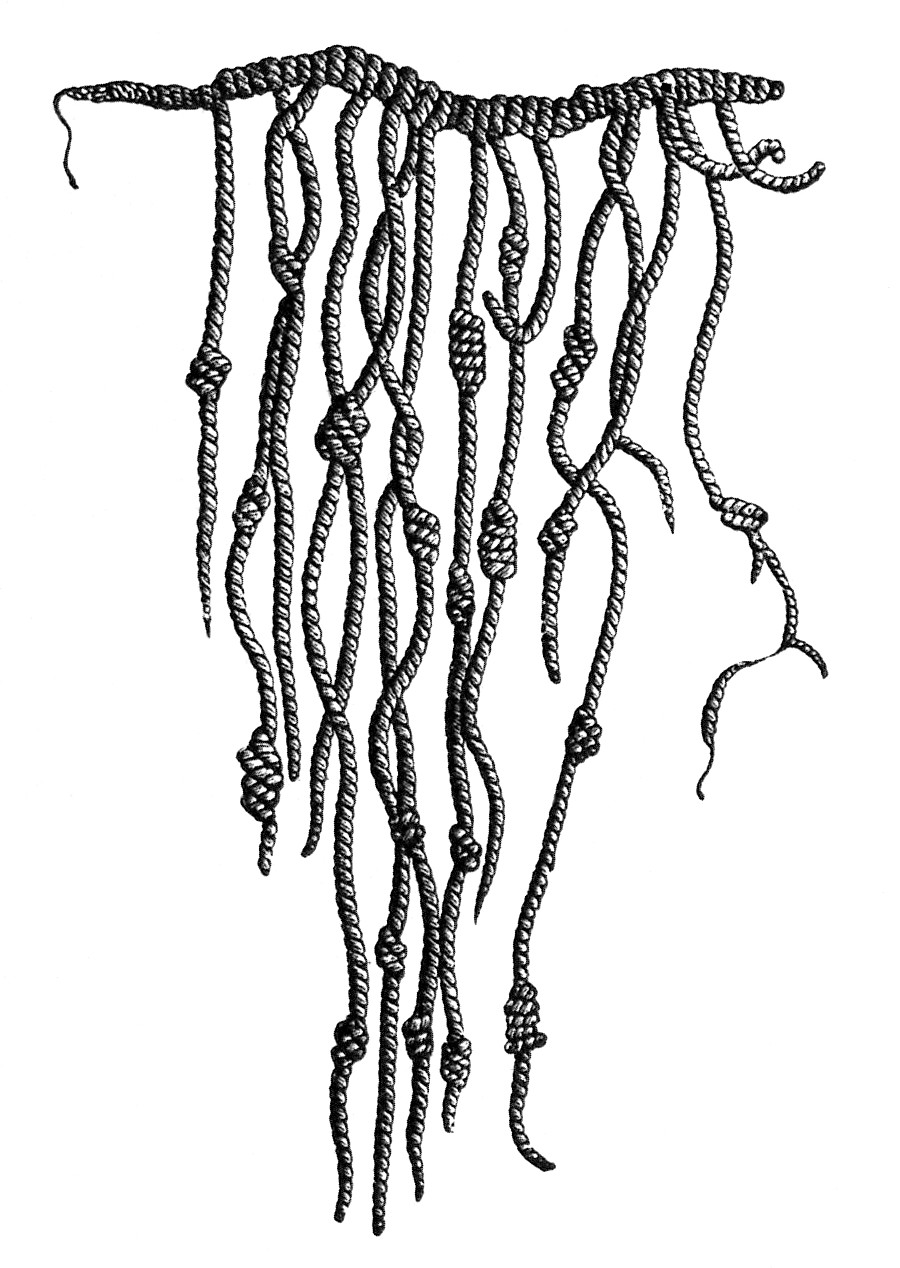
インカ帝国の結縄

人類はまず身振り・手真似による思想感情の伝達から始め、その後、言語を作ったと想像される。次にその言葉を記録する必要が生じ、そのための符号、つまり文字のようなもの（書契）が生まれた。『易経』の繋辞伝（けいじでん）下に、「大昔は縄を結んでうまく調整した。後世の聖人はこれに変えて書契を使った。」 とあるように、最初は縄の結び方で記録する結縄といわれるものが使われ、つづいて絵画的な方法を用いた。しかし、これはまだ文字ではない。文字は古代の文化圏のうちでも最も高い文化段階に達したところだけで成立し、それは言葉を視覚化し形象化したもの、すなわち象形文字であった。
それから永い間に幾多の淘汰を経て、世界有史以来、発生した文字の種類は200余種にわたっており、現在でもその50余種が使用されているという。ただし、その多数の文字の根源をなすものは、ナイル河畔に発達したエジプト文字、チグリス川とユーフラテス川の辺りに発生した楔形文字、黄河流域に生まれた漢字の3種である。
しかし、エジプト文字と楔形文字は紀元前後に相次いで姿を消した。漢字以外の古代文字が滅んでいった原因は、その歴史と文化の断絶によるものである。民族の興亡がはげしくなると、文字は他の民族によって借用されることになるが、このとき異なる言葉の体系に適応させるために言葉と文字との直接的な結合を分離することが必要であった。そして文字は形象という本来的な意味を離れて表音化された。これがアルファベット化である。
エジプト文字が容易にアルファベットにその地位を譲りえたのは、その言語表記の上に、表音化による致命的な困難を伴うことがなかったからであろう。そして、文字がアルファベット化したとき、言葉と文字との結合という古代文字のもつ最も本質的なものは失われた。しかし、漢字は中国の言葉の性質からみて、このアルファベット化に非常な困難を伴う。漢字は単音節語を用いる中国人にとって最も適合した表記法であり、今もその特質を持ち続け、言葉とともに生き続けている。

### 漢字の創成

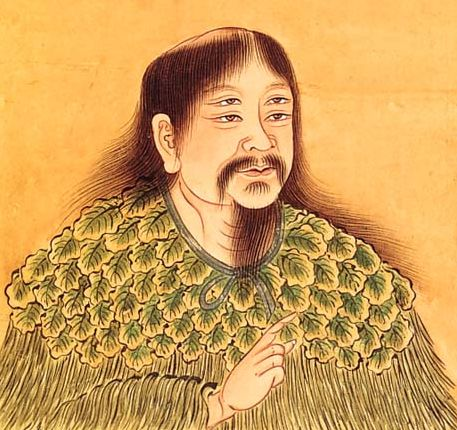
蒼頡

紀元前2500年頃の黄帝の時代、史官であった蒼頡が鳥の足跡からヒントを得て初めて文字を創成したという記事が『説文解字』・『淮南子』・『四体書勢』などにある。これが一般的な漢字創成説であり、後世、鳥跡文字（ちょうせきもじ）とか蝌蚪文字（かともじ）とか呼ぶものである。しかし、これは確実な史証がないため伝説にすぎない。このようにいずれも個人の独創とすることは中国文化史の特異な点である（中国の書論#書体の創始者を参照）。
今日、最古の漢字として確実なものは殷代の甲骨文字である。ただし、甲骨文字が中国における漢字の起源ではない。漢字は自然・人事の現象を絵画的に表現した象形文字に端を発しているが、甲骨文字は純粋な象形文字ではなく、すでに少し発展した段階のものである。董作賓は、「甲骨文の原形文字はさらに1500年前に遡るであろう。」という。
甲骨文字は殷代後期の遺物であるが、それ以前に漢字が使われていた可能性を示すものとして、陶文（とうぶん）がある。中国の新石器時代 に陶製の容器があるが、その側面や底面に漢字の原初形を想像させる符号のようなものがあり、紀元前5000年頃のものといわれる半坡遺跡などから発見されている。これを陶文、または刻画（こくかく）符号と呼ぶ。陶文を現在の漢字とを直接結びつけることは難しいが、年々出土報告があり、今までに約2,500件ほど報告され、その内、殷代前期から中期に相当する遺跡から見つかった陶文には甲骨文字と同形のものが含まれていることがある。

## 三代
- 三代（紀元前2100年頃 - 紀元前221年）
  - 夏（紀元前2100年頃 - 紀元前1600年頃）
  - 殷（商）（紀元前1600年頃 - 紀元前1050年頃）
  - 周（紀元前1050年頃 - 紀元前221年）

三代とは、夏・殷・周の2000年の長きに亘る時代をいう。夏の時代の作に『禹王の碑』があるが、後世の贋作と断定されている。殷代に入って甲骨文や古銅器の銘（金文）が多量に残っている。周代には、多数の金文や『石鼓文』（籀文）などがある。このように、三代の文字は甲骨文・金文・籀文の名称があるが、これらすべてを古文と称する説と、籀文が創始される以前の甲骨文・金文を古文とする説がある。本項では後説に従う。

### 殷

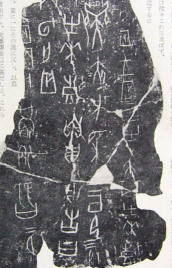
甲骨文

- 殷（商）（紀元前1600年頃 - 紀元前1050年頃、筆跡）

殷王朝は紀元前1600年頃、初代の天乙（湯王）に率いられて河南省の黄河流域に成立し、周辺の小勢力を支配下におさめ、次第に大国化していった。そして、19代の盤庚が都を河南省安陽（殷墟）に遷してから大いに勢力を振るい、30代の帝辛まで続いた。甲骨文はこの時代の後期の遺物である。甲骨文に次いで古いものに殷代の金文がある。金文とは青銅器の銘文で、周代のものが一番多い。

#### 甲骨文

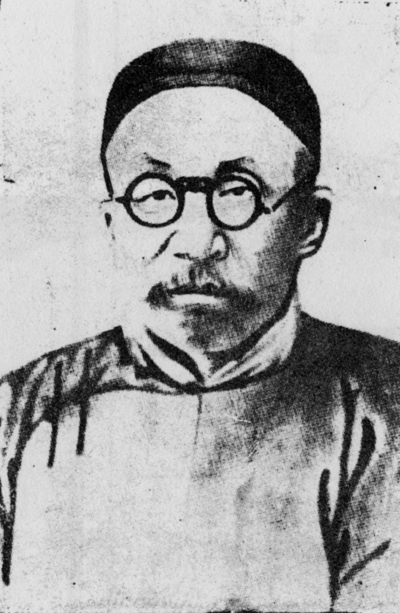
孫詒譲

甲骨文とは、確認できる最も古い文字で、亀の甲羅や馬・牛などの骨に占卜の記録として刻られた文字（卜辞）である。殷代の文字は甲骨に刻されている甲骨文および少数の金文を除いてほとんど出土がない。筆と木簡の文字が甲骨文に確認できるので、それらによる文字記録がすでに行われていたと推測されるが現状では出土がない。
この文字のほとんどは鋭利な刀で獣骨に直接刻したために直線的なものが多く、画数の少ない簡潔な文字である。これらを用いてかなり複雑な文章がつづられている。甲骨文は神意を伺うための神聖な手段であり、人々の日常生活には無縁の存在であったが、この卜辞の解読により、殷人の生活もかなり明らかになった。
甲骨文の発見・発掘
清の光緒25年（1899年）、当時、国子監祭酒 の地位にあった王懿栄はマラリアの発作に苦しみ、その特効薬として北京の薬屋で売られていた竜骨を服用していたが、その骨の上に刻されているものが古代文字であることを劉鶚と2人で発見した。王懿栄は古代金石学にも通じた学者で収蔵家であり、費用を惜しまずその竜骨を買い求めたが、翌年、義和団事件の責めを負って自殺し、彼の竜骨は劉鶚の手に託された。光緒29年（1903年）、劉鶚は王懿栄旧蔵の竜骨と私蔵の竜骨5000片のうち、1058片の拓本を精選し、『鉄雲蔵亀』と題して刊行したため、甲骨文が初めて学界の注目されるところとなった。当時、その竜骨の発掘場所は骨董商以外には知られていなかったが、数年後、殷墟の彰徳の西北にある小屯と呼ばれる村落一帯から出土していた亀甲や獣骨が竜骨の正体であることが確認され、その後、甲骨の発掘が盛んに行われた。
甲骨学

中国政府は民国15年（1926年）10月から殷墟において中央研究院による本格的な学術調査と発掘を開始し、今までに見つかった甲骨片は約10万点に達した。また、殷王の大墓や墓群の存在が明らかになり、『史記』が伝える殷王朝の系図がほぼ歴史的事実であることを示すなど、殷代研究の貴重な史料となっている。
発掘とともに甲骨文字の判読も進められ、優れた著述が刊行された。孫詒譲は光緖30年（1904年）に『契文挙例』を著し、 甲骨文字が殷代の占卜を行った文字であることを証明した。これに羅振玉（『殷虚書契考釈』）、王国維（『戩寿堂所蔵殷虚文字考釈』）、日本の林泰輔（『亀甲獣骨文字』）らが続いた。甲骨文が発見された時、極めて短期間に解読が進んだのは、金石文の研究の蓄積があったからである。特に金文の文字は甲骨文と時代が重なるものがあり、字体も近似する。
甲骨文の字数は3,000近くがそろい、『甲骨文編』に正字として録するものに1,723字ある。指事・象形・会意・仮借に分類される字が多く、形声に分類される字が少ない。董作賓はこれら甲骨文字を5期に区分した（董作賓#甲骨文字の時代区分を参照）。
殷の社会
殷王朝は祭政一致の国家であり、人々の行動はすべて神の指図を受け、その神意を伺うために盛んに卜占を行った。王朝の運命をほとんどその卜占にかけていると思われるほど王朝の公私の生活全般にわたり占っている。その卜占の方法は、加工した甲骨の裏面に火をあてて灼き、表面にできた亀裂の状態によって吉凶を占うというものであった。そして、その結果から巫祝王としての王が判断を下した。この一連の内容を記した卜辞には農耕的儀礼が数多く記されており（「雨」に関する卜辞が多い）、これを殷王朝の関心が主要生産手段である農耕に向けられていた結果であるとして、殷代農耕社会説の論拠の一つとなっている。現在この説が殷代牧畜社会説を退け定説とされている。
卜辞の本質
殷の古い時期の遺址から文字が記されていない卜骨が出土しているため、獣骨による占卜は文字と結びつく前の時代からすでに行われていたとされている。つまり、文字がなくても占卜は可能であった。にもかかわらず殷後期に現れた占卜の辞を刻した甲骨文は、吉凶の予占だけでなく、占卜の結果からの王の判断と、それが事実となったので王の占断が正しかったことの証明にまで及んでいる。
古代にあっては、言葉は言霊として霊的な力をもち、人々は言葉によって神話を創り出した。神話の時代には神話が現実の根拠であり、現実の秩序を支える原理であった。しかし、古代王朝が成立して王の権威を現実の秩序の根拠に移行させるにはその事実の証明が必要となった。そして、王の行為を時間と事物に定着して事実化することが要求され、これに応えるものとして文字と占卜とが結びついた。文字は言葉の呪能を吸収し、定着し、持続するためのものであった。よって、卜辞の目的は、王の占断の神聖性を保持し、顕示することにあったのである。実際に殷王が絶大な権力をもって王朝に君臨していたことは、地下のピラミッドといわれる壮大な殷代陵墓の遺構により容易に想像できる。そして、王は最も神聖なものとして、すべての祭祀や儀礼は、その神聖性を証明するためにあったといっても過言ではない。

#### 金文

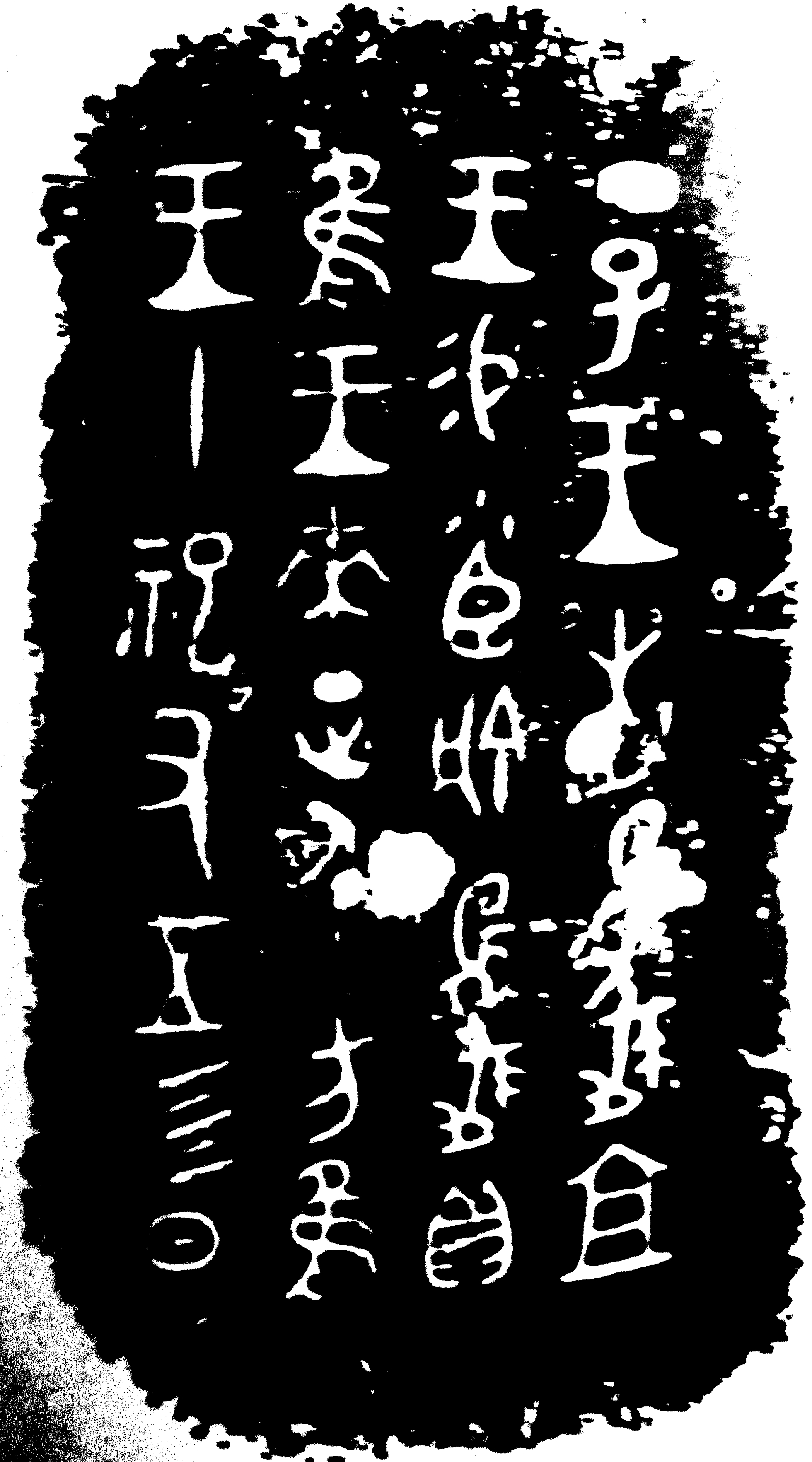
金文（『小臣艅犠尊銘』）

殷・周時代には各種の青銅器が作られ、この時代を青銅器文化という。この文化は中国の古代文化を特色づける最も重要な遺品であり、千有余年にわたるこの文化の歴史は、中国古代の歴史であるともいえる。そして、その青銅器の表現と製作技術は、他のどの文化民族の青銅器よりも優れ、とりわけ鐘と鼎がその最も代表的な青銅器とされた。よって、これに刻したり、鋳したりした文字を鐘鼎文（しょうていぶん）といい、金文ともいう。甲骨文の書風が直線的で線質は鋭利で単調であったのに対し、金文のそれは曲線的で線質には逞しさがある。
殷代中期には、1字から20字程度の文字を鋳込むようになり、周代に入ると製作の由来や目的を文章にして鋳込むようになった。現存する青銅器の文字は、すべて器の内側、またはその他の表面に鋳込まれており、この方法は周代にまで継承された。青銅器のうち銘文を有するものの大部分は、神および祖先を祭る儀式のための祭器である。この銘文には、鋳型にほって鋳出した鋳銘と、鋳造された青銅器の上に刀でほり込んだ刻銘との2種類がある。殷・周の金文のほとんどは鋳銘であり、戦国時代になって武器などに刻銘が現れる。
殷代の図象と文字との接点
字数の少ない殷代の金文は、絵画的で文字とはいえないようなもの、つまり図象と呼ばれるものが中心である。この時代はすでに文字が出来上がっているので、図象は文字とは異なる体系をもつ。図象は王朝的秩序に対応する身分（氏族の標識）などの象徴であり、すべての氏族の図象の体系は、そのまま王朝の支配形態を表している。そして、図象標識が固有名詞としてその氏族名と対応するとき、それは氏族名を示す文字となる。図象は文字ではないが、図象標識として用いられるものに書法的意識が加えられると、そのまま文字となるのである。文字は図象のような前段階を幾重にも経験しながら、文字の体系にたどり着く。
旧来の説では図象は殷代の遺物と考えられていたが、近世の研究により図象の中にも周代初期のものがあり、両者の間にそれほど明確な区別はないことがわかっている。これらの図象は、前述のように文字の起源や成立に関わると考えられ、古文字研究者の重要なテーマとなっている。その総数は四千数百にのぼり、重複を除外した殷周青銅器全銘文数の半ばを占める。図象以外の殷代の金文は、第5期の甲骨文字に近似している。
甲骨文や金文は、現在の漢字の祖形である。しかし、文字としてはすでにかなり発達した段階にあり、さらに始原的な文字が発掘される可能性を秘めている。
また、中国の書法は直筆（中鋒）による強い筆線を正統としているが、甲骨文や金文には線に鋭さや力強さを感じることができる。近年、甲骨文や金文が書道や篆刻の作品に取り入れられることも多くなっている。

### 周

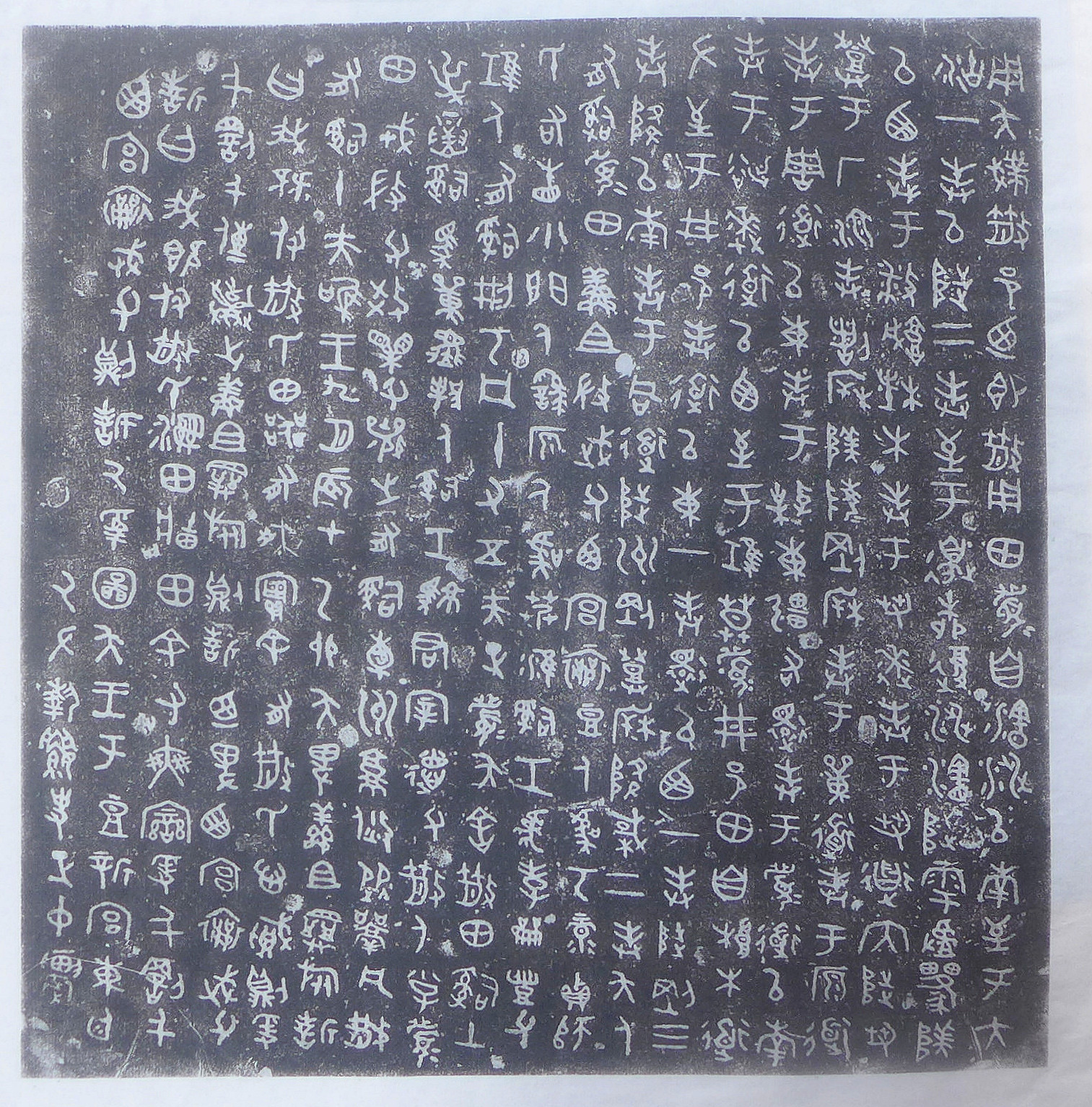
金文（『散氏盤銘』）

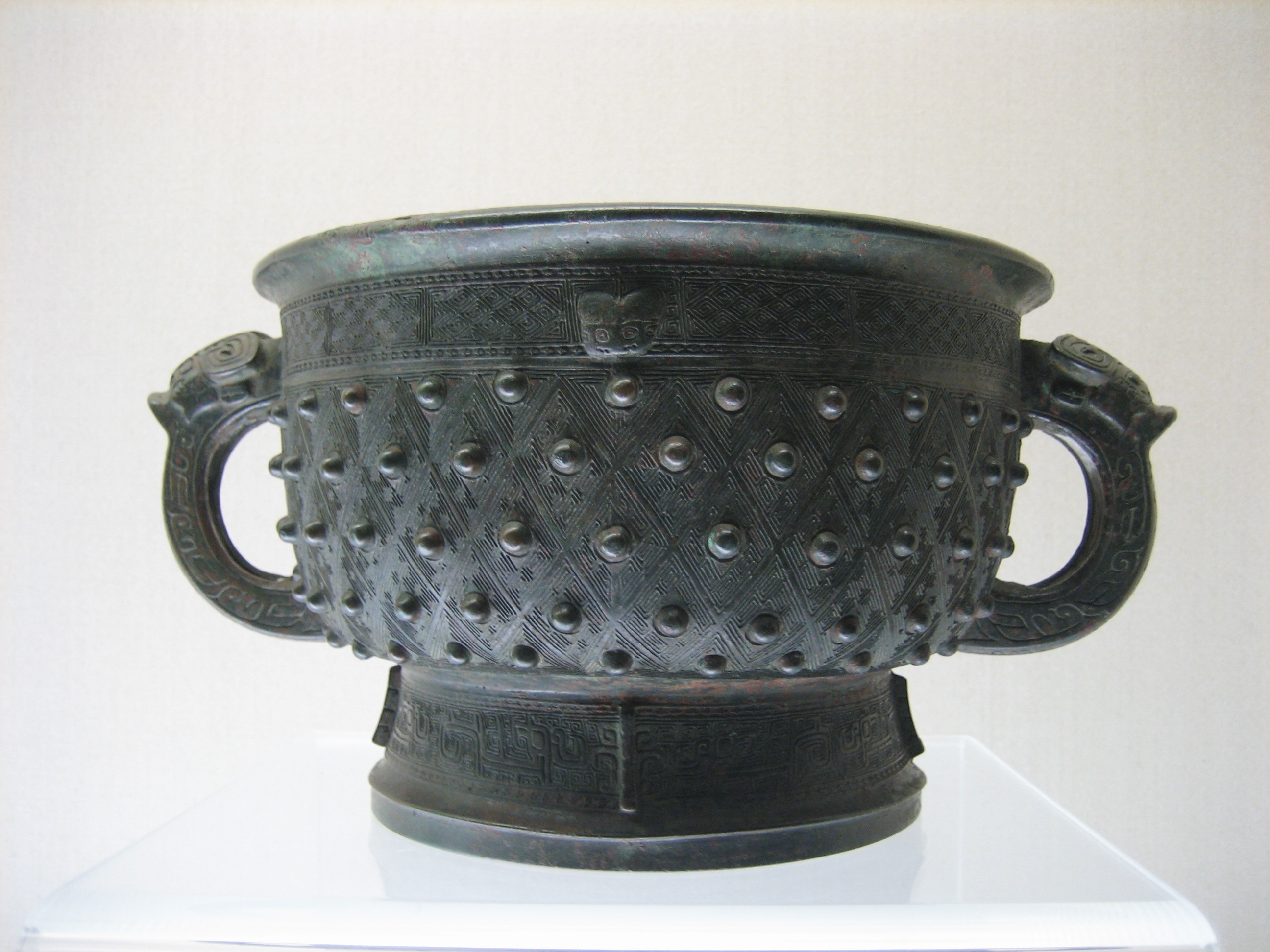
簋（き）
食物を盛る器

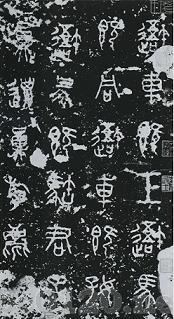
秦の刻石（『石鼓文』）

- 周（紀元前1050年頃 - 紀元前221年、書人、筆跡）
  - 西周（紀元前1050年頃 - 紀元前770年[57]）
  - 東周（紀元前770年 - 紀元前221年）
    - 春秋（紀元前770年 - 紀元前403年）
    - 戦国（紀元前403年 - 紀元前221年）

周王朝を建てた農耕部族が興ったのは、殷の支配地域の西のはずれ、現在の陝西省の渭水盆地であり、ここで諸侯を糾合して急速に勢力を拡大した周は東方の殷を滅ぼした。いわゆる「殷周革命」である。その年代は諸説あるが紀元前1050年頃と考えられている。甲骨史料によると、殷朝の22代の武丁が周侯を伐つことを占っており、すでに殷を脅かすほどの勢力となっていたことがわかっている。
周代になると政治や社会制度の転換に伴って甲骨文の使用は急激に衰え、青銅器の製作が盛行した。そして、豊かな筆意を持ち、装飾的な書体の金文が主流をなし発展した。一方、青銅器が大型化し、これに伴って銘文も長文を記すようになった。『毛公鼎』は31行、496字あり、その最多である。このように、周代の文字資料はほとんどが古銅器の銘文で、この内容を集めることによって周代の歴史が浮かび上がり、『尚書』や『史記』の伝える内容と比較あるいは補完することができる。

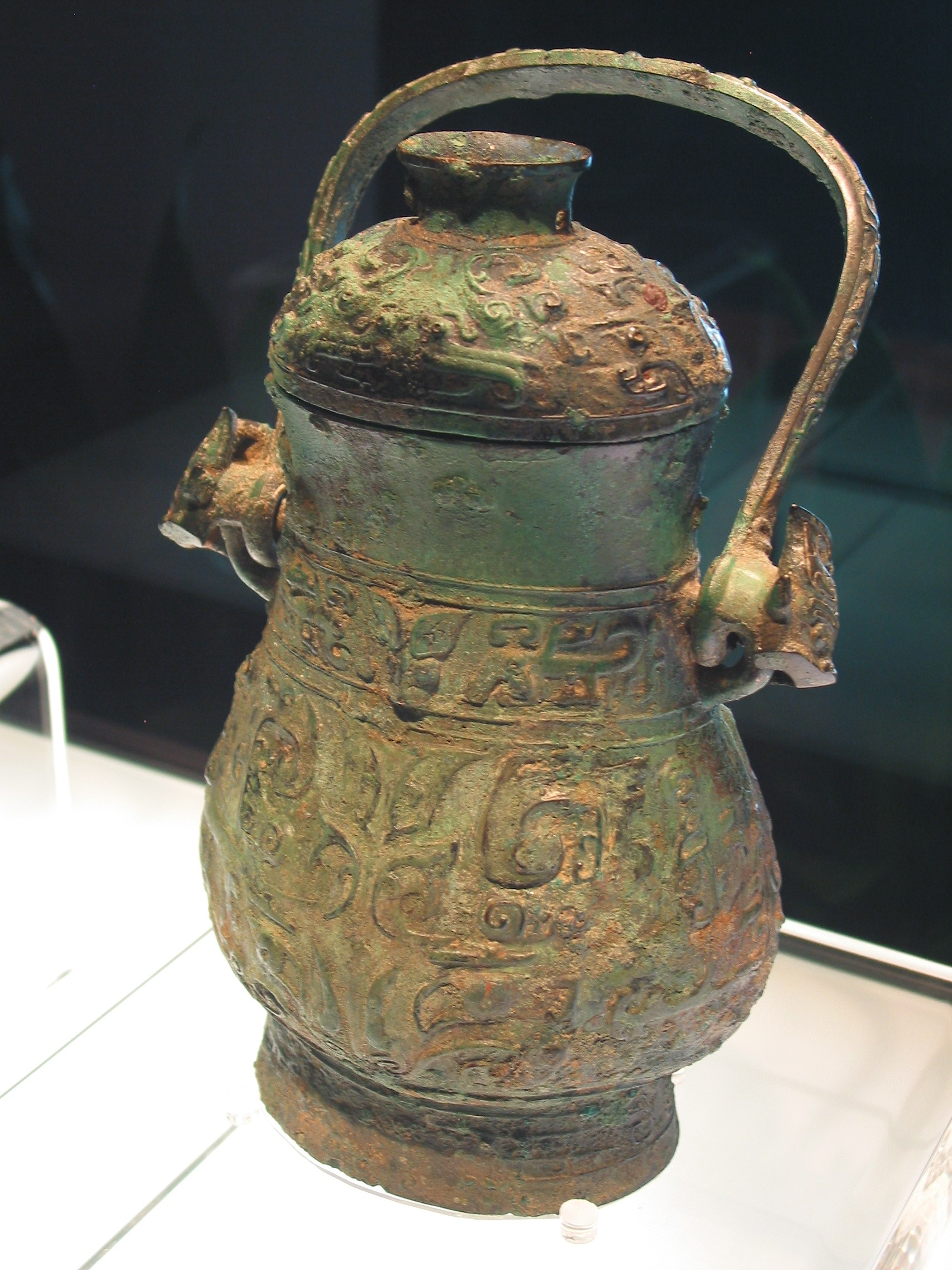
卣（ゆう）
酒を入れる器

文字の地域的変化

周は殷の文化をそのまま受け継いだため、周代初期の文書は殷末となんら相違が認められないが、やがて周の領域が広がるにしたがい、書風の地域的変化が生じた。さらに、春秋時代・戦国時代になり、各地域の独立性が高まると書風の地域的変化は著しく、字画の構成にも不統一があらわれ（戦国文字）、文字の通用に非常な混乱が生じた。これが後に秦の始皇帝が全国の文字統一政策を行った原因となったのである。
銘文の目的と書風の変化
殷代は神を信じ、亀卜によって啓示される神の意志により政治を行った。よって、殷代の祭祀に用いられた銅器の金文は素朴で新鮮であったが、周代の祭祀は儀式を重んじて、民族の団結をはかるという政治社会的な目的のために行われるようになった。自然、金文の文字も厳格で形式化する傾向があり、字の大きさや配列も整然となり、伸び伸びとしたところが失われた。
書道の成立
春秋時代から戦国時代に下ると、璽印文（じいんぶん、印章の文字）や貨布文字（貨幣の標記）なども出現する。そして、この時代に特に注目すべきものとして、前者の璽印文や武器などの中に鳥書という鳥などを組み入れた非常に装飾的な字体が混じっていることが挙げられる。これは漢字が単に人間の意思を伝達する符号であることを脱して、その美しい形態によって人間の目を喜ばせるものにまで成長したことを示している。中国書道はこのころに成立したといってもよいであろう。また、貨幣に文字が鋳込まれたことによって、文字が民衆の目にも日常的に触れるようになった。かつては王や一部の貴族たちが使用するものであったが、いまや庶民のレベルにまで一般化したのである。

#### 大篆
周代の末期から、文字を石に刻した資料があらわれる。数多の石刻中で中国最古のものが『石鼓文』である。これは書道上の最大の資料で、古来、西周の宣王時代の太史の史籀の書であるとし（中国の書論#大篆の創始者を参照）、世に籀文（ちゅうぶん）、また秦の小篆に対して大篆とも呼ぶ。しかし、最近ではそれよりも年代を下げて秦の献公11年（紀元前374年）とする唐蘭（とうらん、1900年 - 1979年）の説が最も有力である。大篆は、金文と小篆の中間的書体であり、文字の構成が図案的、装飾的で美しく、完成された篆書の代表的なものである。『石鼓文』の刻字が後世、篆書の源流を開き、清の呉昌碩がこの専攻で有名になるなど、書家第一の法則となった。

## 秦
- 秦（紀元前221年 - 紀元前206年、書人、筆跡）

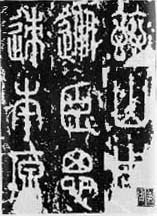
小篆（『秦の刻石』）

戦国時代、戦国の七雄と呼ばれる7つの強国（斉・楚・燕・趙・韓・魏・秦）があり、各国が王号を称して独立大国の意志を表明し、天下の覇権を争った。紀元前246年に秦王政（後の始皇帝）が即位すると形勢が急速に変動し、秦は紀元前230年に韓を、紀元前228年に趙を滅ぼした。続いて紀元前225年に魏を、紀元前223年には広大な領土の楚を、そして、紀元前222年には燕を滅ぼし、その帰途に斉を滅ぼした。かくして紀元前221年に秦は中国の歴史で初めての統一国家となったのである。
秦王政はこれまで最高位であった王に代り、皇（おお）いなる天帝という意味で皇帝の称号を採用し、朕と称することを決めた。初代皇帝（始皇帝）は、つぎつぎと統一国家の体制を固める政策を打ち出した。その創出された諸制度の功績は極めて大きく、特に郡県制にもとづく中央集権制を布いて広大な領地を統治した政治形態は、清朝にいたる2000年以上にわたり継承された。
また、権勢と命令の施行を徹底させるために文字を統一する必要があり、始皇帝は丞相の李斯に制定させたという小篆を正体として定めた。その一方で、小篆を簡略化して速く簡単に書ける隷書（古隷）が補助体として使用された。

### 小篆
始皇帝は李斯に命じて、長い間、諸地方で使われていた各種の文字を整理統一して使用の利便を図った。王国維によると戦国時代に通行していた文字は、古文と籀文とに大きく分けられ、古文は秦以外の東方の6国で使用され、籀文は西方の秦で使用されていたという。始皇帝はこの籀文を基礎にしてそれを簡略化し、統一を図ったのである。これが小篆（秦篆・玉筯篆とも）で、前代には見られぬ均整のとれた端正な書体であり、縦長の美しい姿態は、いかにも新興勢力を象徴し、始皇帝の威厳を示すがごとく荘重で力強い。秦の刻石や権量銘がこれに当たる。

#### 秦の刻石
始皇帝は統治が軌道に乗ったのを見定めると、文武百官を従えて天下を巡幸し、旧6国の人民に皇帝の威光を知らしめるために各地に自分の頌徳碑を建碑した。その文章は『史記』に詳しく、その刻文まで収録されている。嶧山・泰山・瑯琊台・之罘・之罘東観・碣石・会稽の7刻石がそれであるが、そのうち原石が残存しているのは泰山と瑯琊台の2刻石である。泰山の石は原石であるが、字の方は後世の復刻とされているから、原石原刻は瑯琊台だけである。この美しく品格の高い刻石の書はすべて李斯の書といわれ、古来、小篆の典型として尊重された。

#### 権量銘・詔版

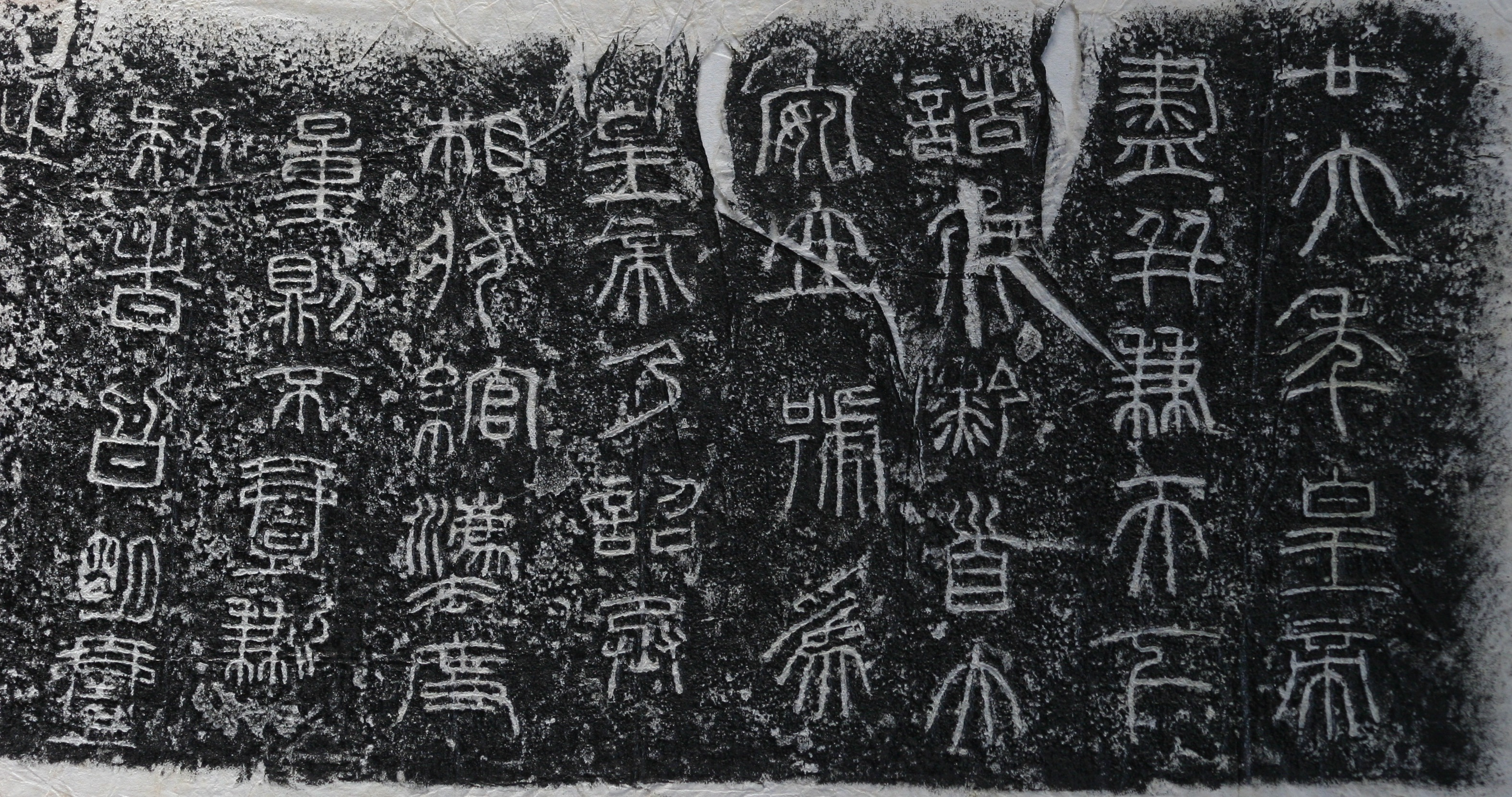
小篆（『権量銘』始皇帝　権銘）

始皇帝は文字の統一ばかりでなく、度量衡・貨幣なども統一した。そして、度量衡の重さを示す分銅の「権」、容量を示す「量」、貨幣などの表面に詔書を小篆の文字で刻した。おそらく李斯の自書であろうともいわれ、篆書の範とすべきものである。また、木製のものには長方形の銅板に文字を刻したものをうちつけた。この板だけ残っているものを詔版（しょうばん）という。

#### 字書
字書として、李斯は『蒼頡篇』を作り、中書令の趙高は『爰歴篇』を作り、太史令の胡毋敬（こむけい）は『博学篇』を作ったと伝えられ、これを三倉という。それ以前の字書として周代に史籀が著したとされる『史籀篇』があったが、これらの新しい字書が通行することにより、字画の統一はさらに確かなものになったと考えられる。

### 隷書
漢字の書体を初めて示した『説文解字』の序文に、秦の書体として8体が記され、最後に隷書体を取り上げているが、隷書は漢代のものとする異論があった。しかし、1975年に始皇帝時代の雲夢秦簡という竹簡が発掘されて、この時代に隷書の原形ができ上がっていたことが証明された。隷書は秦の正体でなかったため、永久に残る金石や碑刻には使用されなかったのである。
秦は大帝国であったために公文書も膨大な量に及んだと考えられるが、始皇帝が制定した正体の小篆は、字形は美しいが書写に時間がかかり実用には不便であった。ここに円から方へ、曲線から直線へと省略整理され、書写に便利な新書体が生まれた。これが隷書であるが、最初に現れた隷書を古隷と呼ぶ。古隷の次に出現するのが、今日一般に隷書と呼ばれている八分である。
後漢の王次仲が小篆や古隷を改変して八分を作ったと書論にある（中国の書論#八分の創始者を参照）が、新資料の発掘により前漢時代の八分の筆跡が発見されて王次仲の伝説は完全に否定されている。

#### 古隷
古隷（これい）は、篆書から八分に移る過渡期のもので、挑法・波磔もなく、点画の俯仰の弊もなく、篆書の円折を省いて直とし横としただけの古拙遒勁な書風で、いわば篆書の速書きから生まれたものである。
古隷は、程邈という人が罪によって獄中にある時、小篆を整理し簡略化して作ったもので、始皇帝は大変喜んで直ちにその罪を許し、この文字を徒隷の事務用文字として採用したという伝説がある（中国の書論#古隷の創始者を参照）。しかし、これはあまり信頼できる話ではない。
古隷の代表的な刻石として、『魯孝王刻石』（前漢）、『萊子侯刻石』（新）、『三老諱字忌日記』（後漢）、『開通褒斜道刻石』（後漢）、『大吉買山地記』（後漢）などがあり、また、木簡や陶器や銅器などにも多く見ることができる。素朴で何ともいえぬ親しみを感じる書風である。

### 毛筆の発明
古来、毛筆は蒙恬によって発明されたという。蒙恬は万里の長城を築いた功により管城に封ぜられたので、筆のことを管城ともいう。しかし、前述の殷墟から発掘された甲骨文中に筆で墨書されたものが発見されているので、蒙恬は筆の改良をしたのであろう。いずれにしても、この毛筆の発明改良によって文字の美的表現が著しく進展したことは事実であり、八分などの波磔は毛筆でなければ表現するのは難しい。

## 漢
- 漢（紀元前206年 - 220年）
  - 前漢（西漢）（紀元前206年 - 9年）
  - 新（9年 - 23年）
  - 後漢（東漢）（25年 - 220年）

始皇帝は紀元前211年に5回目の東方巡幸に出発したが、途中で発病し、翌年50歳で死去した。以後、秦の政治は完全に人々の期待を裏切り、紀元前209年に早くも反乱が始まった。陳勝・呉広の乱は中国史上最初の農民反乱であり、つづいて劉邦と項羽によって秦は紀元前206年に、わずか3代15年で滅亡した。そして楚漢戦争の結果、劉邦が項羽を破り帝位についた。漢の高祖の誕生である。漢は紀元前206年から400余年に亘るが、前漢と後漢に分かれる。漢代になると、隷書は篆書に代わって正体となり、碑刻にも使われるようになった。古来より、秦篆、漢隷といい、隷書研究に漢代は必須である。

### 前漢
- 前漢（西漢）（紀元前206年 - 9年、書人、筆跡）

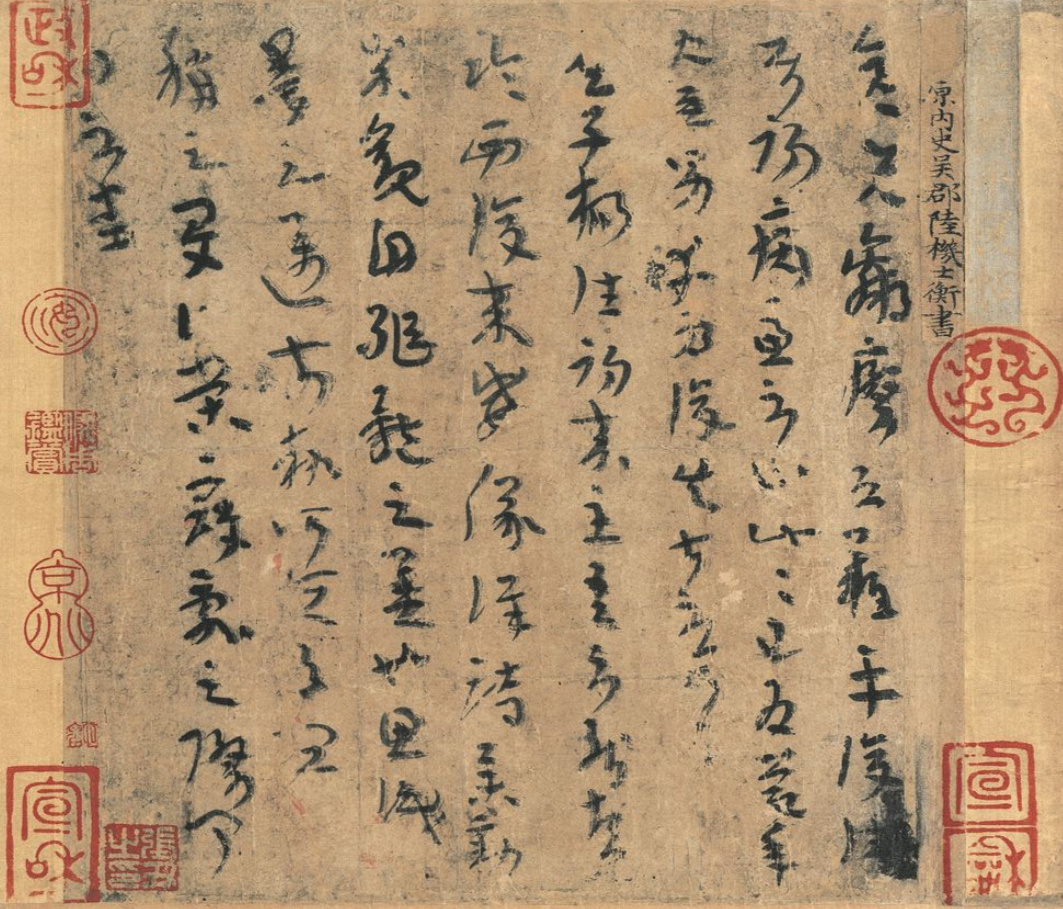
章草（『平復帖』伝陸機書）

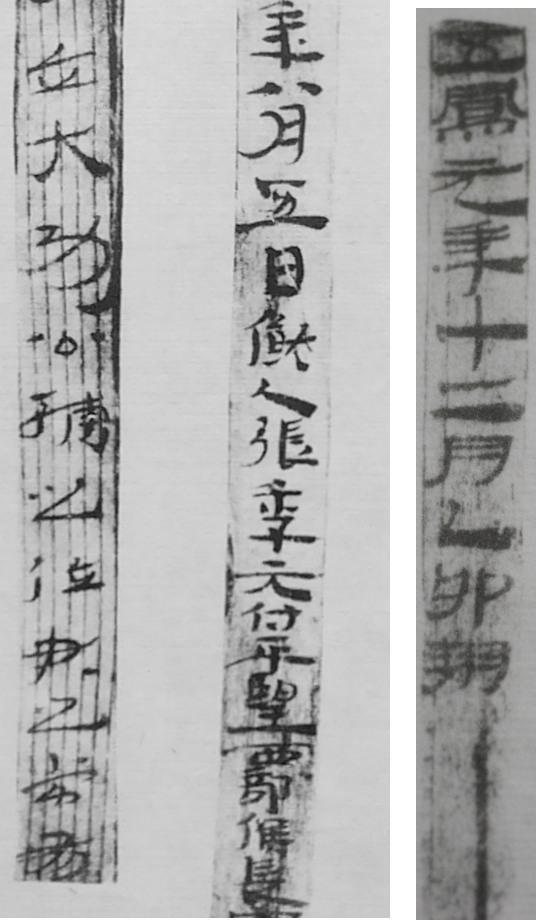
漢簡

前漢の時代は文字資料が非常に少なく、数少ない刻石によると小篆から古隷への変遷が確認できるだけであった。しかし、近年、敦煌地方から発掘された漢簡によって当時の通用文字を知ることができるようになり、それによると前漢から八分が存在し、古隷とともに盛んに使用されていることがわかった。一方、『説文解字』の序文に、「漢興って草書あり。」とあるように、この時代には章草と呼ばれる実用的、能率的で芸術性豊かな新書体も生まれ、常用された。
隷書の正体への昇格
第7代皇帝武帝のとき、当時の通行書体であった隷書が篆書に代わって正体となった。これは武帝が董仲舒の進言を受けて儒教を国教としたことに起因する。儒教の経書は伏生の言を鼂錯らが隷書で書写したもので、漢代においては古文に対して隷書を今文と呼んでいたことからこれらの経書は今文経と呼ばれ、今文経による学問を今文学と総称した。儒教を国教とした際、今文学が官学となり、これにともなって隷書が正体となったのである。

#### 章草
章草（しょうそう）は、史游が隷書を略して創始したという（中国の書論#章草の創始者 (書断)を参照）。章草は八分を速書きして、その点画を省略し、八分の方形なのに比べて円形に近いものになっている。波磔は残っているので今日の草書（今草とも）よりも古意があり、主として尺牘などに用いられた。今草は章草を略したもので、後漢の張芝が創始者という（中国の書論#草書の創始者を参照）。しかし、章草も今草も決して一人の力で生まれたものではない。漢簡によると、章草は八分と前後して興っているので、八分の自然の変化と見るべきである。章草の書き手として、史游・張芝の他に、後漢の章帝、魏の鍾繇、呉の皇象などが有名である。

#### 新資料の発掘

##### 漢簡
20世紀初頭、オーレル・スタインやスヴェン・ヘディンなどによる中央アジアの探検によって、前漢以来の肉筆資料である漢簡（かんかん、漢代の木簡）が発見された。はじめ、スタインによって敦煌漢簡が、その後、ヘディンによって居延漢簡が発見されたが、これらの木簡の中に前漢の紀年がある八分隷が含まれていた。ここにおいて、古来からの「八分は後漢からのもの」とする定説は根底から覆された。

##### 馬王堆漢墓の発掘
1972年初め、湖南省長沙市東郊の馬王堆漢墓が発掘され、保存状態のよい遺物が出土した。この漢墓は、前漢初期の長沙国の丞相軑侯・利蒼とその妻子の墓で、夫人の遺体が腐乱しない軟体のままの姿で発掘され、大きなニュースになった。出土した資料は帛書・竹簡・木簡・印章など多岐にわたり、いずれも副葬品である。墨書による精彩な文字で、篆書から隷書にいたる過程を示す貴重な資料である。湖南博物院に収蔵されている。
長沙漢簡
1972年、馬王堆一号漢墓から出土した漢簡であり、馬王堆一号漢簡ともいう。出土した竹簡は312簡、文字は1簡に2字から25字で、総計2000余字あり、そのほとんどが副葬品の品名や数量を記した目録である。従来の漢簡で年記のある最も古いものは、天漢3年（紀元前98年）の簡であるが、この墓の造営がそれ以前であることは間違いない。なお、1973年には610簡の出土があった。
馬王堆帛書
1973年12月、馬王堆三号漢墓から出土した帛書で、12万余字に及ぶ厖大な量である。帛とは絹のことで、紙が普及するまでは竹簡や木簡などの他に絹が使用されていたことを証明している。絹は保存が困難で伝来するものは稀であり、重大な発見となった。内容は、天文星占に関するもの、医学に関するもの、陰陽五行に関するものなどで、これらは前漢・文帝の12年（紀元前168年）の遺物とみられている。これに書かれた文字は、「篆書から隷書に至る過渡的な段階にあるもの。」といわれているが、「篆隷中間書というはっきりしないものではなく、正しく整形した一書体に定着した新書体である。」との見解もある。

### 新
- 新（9年 - 23年、筆跡）

前漢は第7代皇帝武帝から第10代皇帝宣帝の時代が最盛期で、第11代皇帝元帝から王朝の統制力は低下する一方となった。この機に乗じて元帝の皇后の甥にあたる王莽が9歳の第14代皇帝平帝を補佐するために大司馬、さらに太傅の地位についた。そして、元始5年（5年）にクーデターをおこして平帝を殺し、ついに漢の天下を奪うことに成功して始建国元年（9年）に国号を新に改め帝位についた。
儒学者である王莽は儒教的な理想国家の建設を目指して各種の改革に取り組もうと考えたが、その政策は迷信的な陰陽五行説の多用と極端な復古主義に基づくもので、社会に不安を与え、各地に農民と豪族の反発を引き起こした。そして、地皇4年（23年）10月3日、王莽は農民の反乱軍によって殺され、新は、わずか1代15年の短命な国家であった。しかし、この時代に造られた「貨泉」という篆書体の文字が鋳込まれていた銅貨が日本の弥生時代の遺跡から発見されている。また、官印は通常4文字など偶数の字数に刻されるが、新では陰陽五行説の影響か、5文字印が多い。

### 後漢
- 後漢（東漢）（25年 - 220年、書人、筆跡、書論）

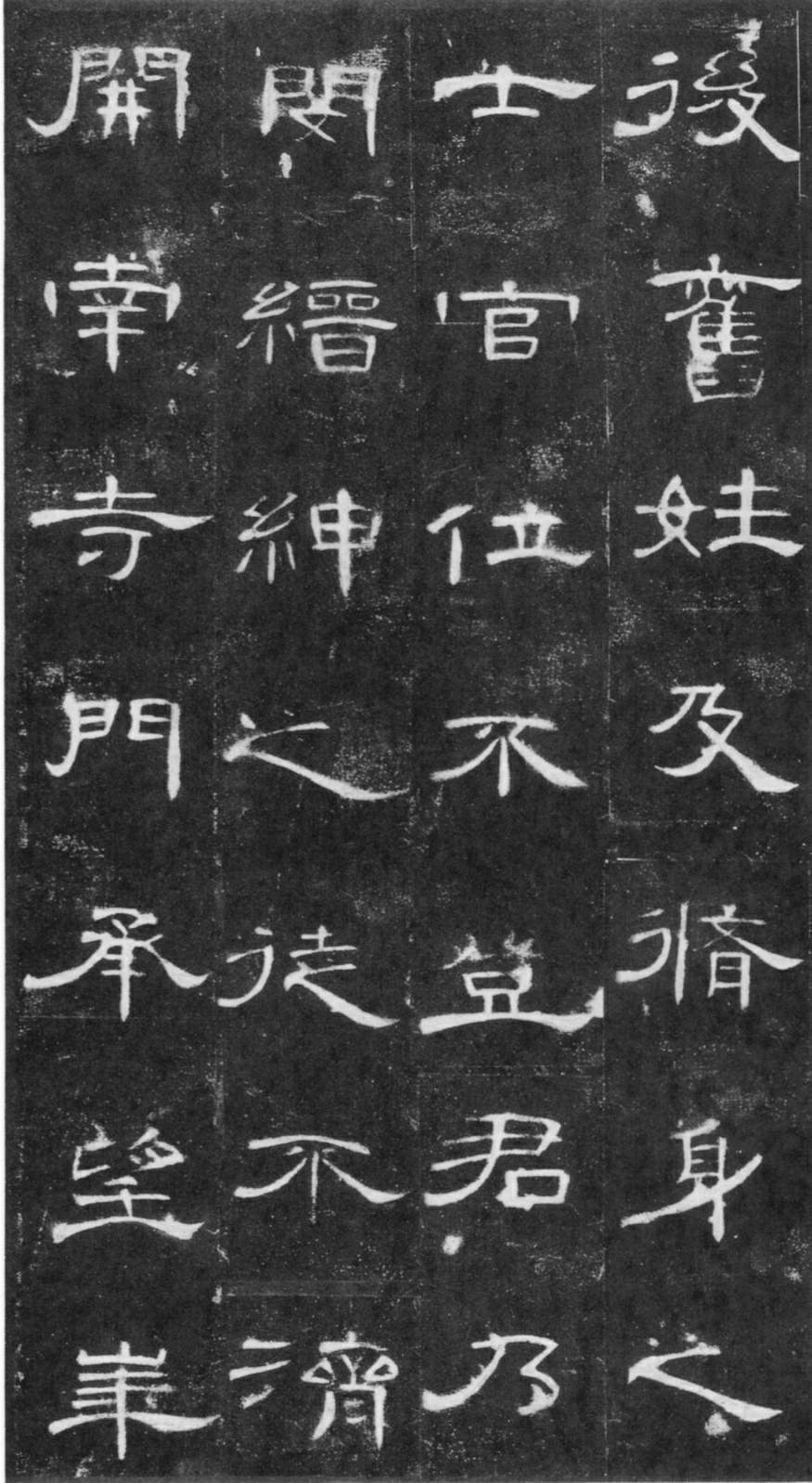
八分（『曹全碑』（部分））

南陽郡蔡陽県の豪族で前漢の第6代皇帝景帝の子孫である劉秀は、王莽に対する反乱軍として功績をあげ、建武元年（25年）6月、推戴されて皇帝となり、洛陽に入って漢を再興した。この王朝は後漢（東漢とも）と通称され、前漢（西漢）と区別される。
後漢の初代皇帝光武帝劉秀は、制度をすべて前漢に復し、儒教を国教とした。前漢の高祖は農民の出身で儒学者たちの説く空疎で実用を伴わない思想や学問を軽んじたが、光武帝は学問を修めた経学者であり、儒教の教養や徳目によって官僚を登用した。よって、学問をする者が増え、社会に新しい気風が生まれた。
後漢の書の特徴は八分が発達したことで、建碑が流行し八分の刻碑として現存するものが多い。隷書の全盛期というべき時代で、その美的価値を存分に発揮した。また、後漢末期には、章草が略化されて草書となった。さらにこの頃、速書体として楷書・行書の新書体も使用されるようになり、かつ装飾的な飛白体までもが生まれた。このように、現在までに使用されているすべての書体は後漢末期までに具わっている。

#### 草書
前漢に隷書の略から章草が生まれ、章草が隷意を失って草書になった。章草と草書の区別について、北宋の黄伯思は『東観余論』に、「凡て草書で波磔を分つものを章草と称し、そうでないものをただ草書という。」と記している。草書は行書の略のように一般に思われているようであるが、これは誤りである。草書の中で、「我」・「無」などの字は、今の楷書や行書とは連絡がなく、篆書や隷書と連絡していることがその証明になるであろう。

#### 行書
唐の張懐瓘の『書断』上巻に、「行書なる者は、後漢の劉徳昇の作る所なり。即ち正書の小偽、務めて簡易に従い相聞流行す。故にこれを行書という。」とある。正書とは楷書のことであるから、楷書から行書が生まれたとしているが、今日の出土文字資料の分析によれば、行書は楷書が行われる以前に草書と隷書の長所をとってこの時代に発生したとされている。ただし、これは後の行書と区別して、行狎書（ぎょうこうしょ、行押書（ぎょうおうしょ）とも）と称され、西域出土の残紙類に見られる。また行書は劉徳昇の作というが、その書は残存しないので不明である。

#### 楷書
楷書は隷書からの変異であるが、行狎書や草書も隷書に影響を与え、後漢末から三国にかけての時代に楷書発生の要因となっている。新書体は速書きの需要から生まれる自然の変異であるが、当時の楷書・行書は現在の運筆法とはかなり異なり、相当に隷意が多いものである。なお漢の正体は隷書であるため、この補助として新しく生まれた楷書は後世、隷書または今隷と称していることが多々あるので注意を要する。

#### 書論
書論とは、文字・書体・書史・書評・書法などを論じた著作をいう。後漢時代の書論に、趙壱の『非草書』、曹喜の『筆論』、崔瑗の『草書勢』、張芝の『筆心論』、蔡邕の『筆勢』という著作があったというが、今伝わるのは、『非草書』のみで、これが最古の書論である。『非草書』には、「本来、速書のための書体である草書が懲りすぎて、かえって時間のかかるものになった。（趣意）」と記されている。これは草書の形骸化を非難した内容であり、当時それだけ草書が流行していたと推測できる。

#### 紙の発明
紙は後漢の蔡倫が元興元年（105年）に創製したという。『後漢書』巻78・宦者列伝第68の蔡倫伝に、「（前略）古来より書契の多くは竹簡に書かれ、縑帛 を用いたものを紙といったが、縑帛は高価で、竹簡は重く、ともに不便であった。蔡倫の造意は、樹膚・麻くず・ぼろきれ・魚網を使って紙にすることで、元興元年にこの製紙法を奏上した。和帝はその成果を褒め、これより広く用いられるようになり、天下の人々は“蔡侯紙”（さいこうし）と称した。」と記している。
この発明は世界における紙の創製で、その後、ヨーロッパに伝わって西洋紙になり、日本に伝わって和紙になった。この発明が文化の進展はもとより、書道界に利便を与え、書写の進歩向上を助長し、後漢に数多くの能書家を輩出した。ただし、蔡倫は本当の紙の発明者ではなく、古くからあった技術の改良者であったことが現在では認められている。

## 三国

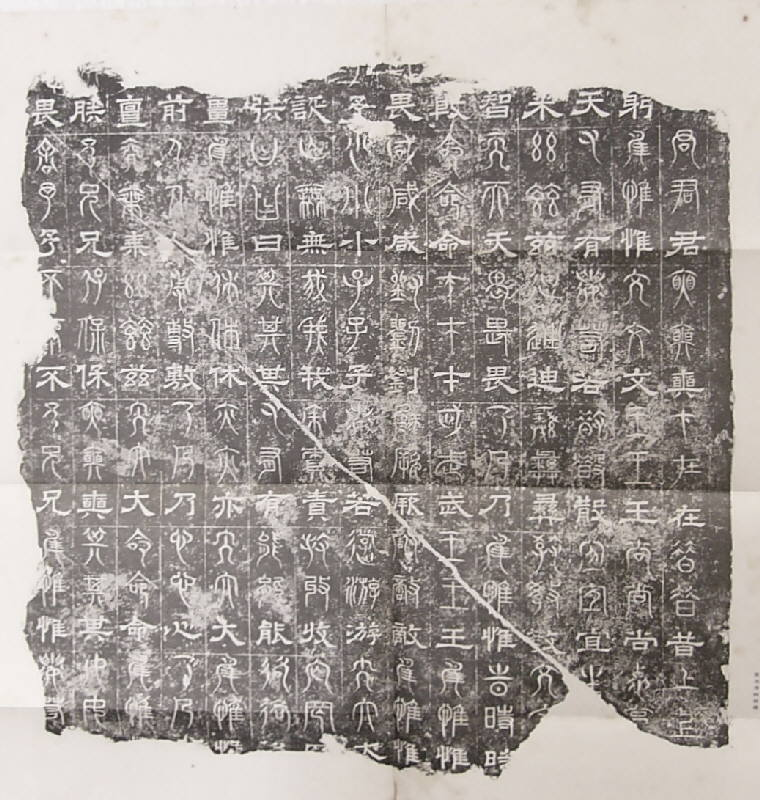
『三体石経』

- 三国（220年 - 280年、書人、筆跡）
  - 魏（220年 - 265年）
  - 蜀（蜀漢）（221年 - 263年）
  - 呉（229年 - 280年）

後漢末期、黄巾の乱によって後漢の力は非常に弱まり、建安5年（200年）を過ぎて曹操が実権を握って華北の地に覇権を確立したが、南方の地はその覇権をめぐって劉備や孫権と争うようになった。天下統一の準備を整えた曹操は建安13年（208年）に南伐の大軍を荊州まで進出させたが、孫権と劉備の連合軍に赤壁の戦いで敗れ、目的を果たさず華北一帯を支配するに止まった。
建安21年（216年）、曹操が鄴都で魏王に封じられ、事実上の魏王朝を創始したが、延康元年（220年）に洛陽で病死した。同年10月、その子の曹丕は後漢の献帝から位を譲られて洛陽で即位し、魏の文帝となった。劉備は成都で蜀漢を建国し、孫権も建業で、呉を建国してそれぞれ帝位についた。天下を3分する三国時代の始まりである。ただし、三国とはいっても後漢の設けた13州の内、魏が9州、呉が3州、蜀漢が1州という領有で、魏は経済的にも文化的にも最高に発達した地域を有した。よって、三国の文化は主として魏において発展が見られたが、他の国では特に述べる事柄はない。
この時代は戦乱が打ち続いた時代であり、また、建安10年（205年）、後漢の献帝を擁立していた曹操が建碑禁止令を発令したため、刻石で現存するものは少ない。漢代は陵墓が重んじられ、碑の建立が盛んであったが、曹操は陵墓の築造が経済を圧迫しているという理由から建碑を禁止し、魏においてもこの禁令がそのまま実行された。そのわずかな諸碑により書風の変遷をみると、漢の隷意を継承しながら徐々に楷書に移り行く隷楷中間の体といえる。『谷朗碑』・『葛府君碑』などがその例である。
この時代に楷書の名跡（法帖）を数多く残した魏の鍾繇は傑出しており、漢に生まれた楷書は鍾繇によって完成の域に達したということができる。特定の個人がはっきりと芸術家としての評価を与えられるようになったのは鍾繇あたりからで、これは書道の芸術的認識が高まったことをよく示しており、引き続き東晋、さらに唐、北宋へと引き継がれていくのである。

## 六朝
- 六朝（265年 - 589年）
  - 西晋（265年 - 316年）
  - 東晋・五胡十六国（301年 - 439年）
  - 南北朝（386年 - 589年）

司馬炎は魏・呉・蜀の三国を統一し、洛陽を都として国を晋と号した。これが西晋の武帝である。後に晋王朝は一旦滅びて南方で再興するが、都の建康が旧都より東に位置するため、東晋と呼ばれる。その後、戦乱は打ち続き、南北両朝に分かれて多くの国が興亡した。一般の中国史での六朝と違い、書道史での六朝とは、晋から以後、北朝をも入れて隋までを称し、南朝と北朝に大別する。秦篆、漢隷、三国の隷楷を経て、楷行草の書体が一応完成された時代である。

### 西晋
- 西晋（265年 - 316年、書人、筆跡、書論）

漢末の曹操による建碑禁止令に続き、武帝が咸寧4年（278年）に禁碑令を出したため、この時代の碑の遺品も極めて少ない。しかし、碑の建立ができなくなると碑を墓室の中に密かに建てるようになり、墓室は天井が低いので横に置く形の墓誌が生まれた。これに銘文を加えたものを墓誌銘という。墓誌銘の芸術は北魏で盛行するが、この時代の『張朗碑』などはその先駆をなした。
紙は後漢にはすでに発明されていたが、品質が悪く高価であった。しかし、晋代になってその生産技術が発達し普及し始めた。よって、20世紀初頭のスタインやヘディンなどによって西域から発見された木簡や残紙、特にその残紙には西晋などの紀年をもつものが多い。これらの木簡や残紙が、隷書から楷書への変化の様子や、草書・行書の書体の変遷を研究する資料となり、それによると、漢代に生まれた章草と草書も晋代においてそのまま用いられ、楷行草書の実用化が進展したことがわかる。

### 東晋・五胡十六国

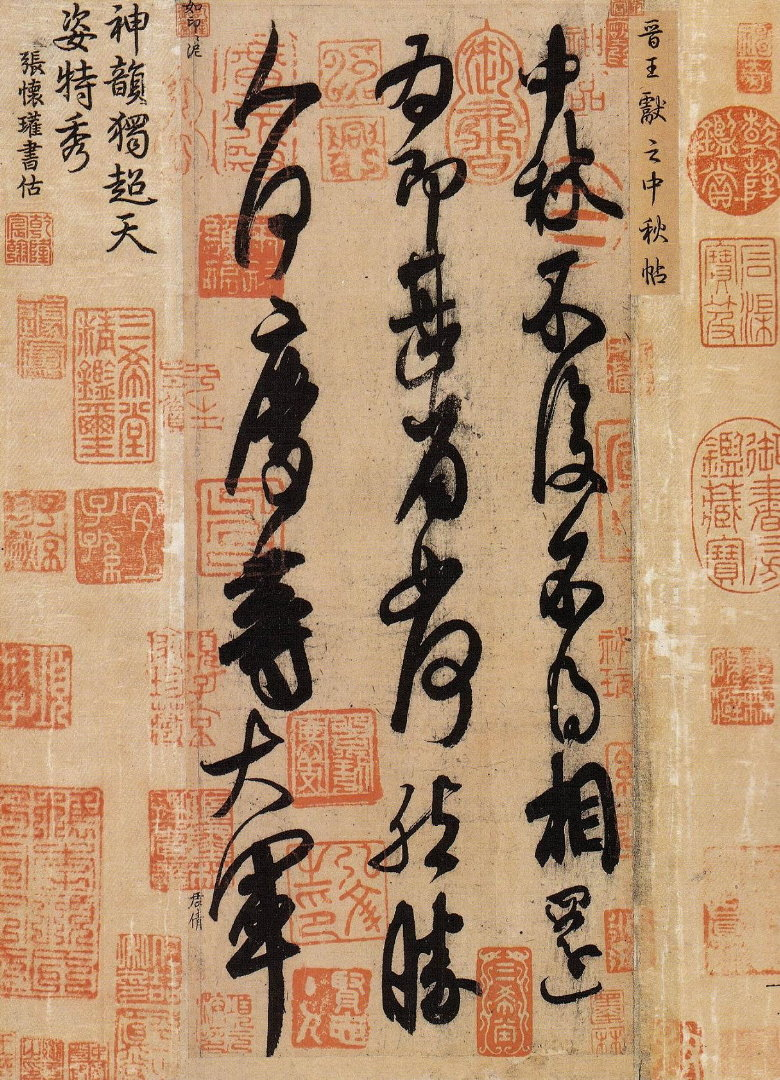
『中秋帖』王献之書

- 東晋・五胡十六国（301年 - 439年）
  - 東晋（317年 - 420年）
  - 五胡十六国（301年 - 439年）

西晋は匈奴に滅ぼされたが、司馬睿が王導の補佐によって皇帝の位につき、南方で晋を再興した。これより以後を東晋という。この時代、中国の北方では漢人や異民族が国を建て、短命な16の国が次々と興亡していった。この5種の異民族（五胡…匈奴・鮮卑・羯・氐・羌）による130余年の混乱時代を五胡十六国という。

#### 東晋
- 東晋（317年 - 420年、書人、筆跡、書論）

三国時代から西晋を通じて行書、草書が行われ、南方に移った東晋の貴族たちによって、さらに美しく洗練されてゆく。碑刻に乏しいが刻帖は豊富であり、この時代の法帖としては王羲之のものが最も多い。当時は特に書道を尊重し、紳士の一資格として書をよくしないと上流に交わることができないという風潮があった。東晋の最初の丞相の王導が南下に際し、鍾繇の『宣示表』の真跡を身につけていたことは有名であり、これは能書を鑑賞する風尚を示している。
江南に居住するようになった貴族たちは、政権を掌握するとともに、広大な荘園を所有して経済的にも豊かな生活ができた。佳麗な地である江南の風景は絶佳であり、書の発達にこのような風土の関係も見逃すことができない。
書聖・王羲之
王羲之の出現によって書道は芸術としての域にまで高められた。王羲之は、楷行草いずれも極致の域に達した人で、古来、中国第一、書聖と仰がれている。また、王羲之を大王とも称し、王羲之の七男の王献之は小王といわれ、父子を合わせて二王、または羲献と称される。王羲之の諸子はみな能書家であり、王献之は最年少であるが書の天分に恵まれた。この流麗・温雅・端正な王羲之一派の書は後世の範とされ、日本には奈良時代に移入されて、日本書道の母胎ともなった。

#### 五胡十六国
- 五胡十六国（301年 - 439年、筆跡）
  - 前涼（301年 - 376年）
  - 成漢（302年 - 347年）
  - 前趙（304年 - 329年）
  - 後趙（319年 - 351年）
  - 前燕（333年 - 370年）
  - 前秦（351年 - 394年）
  - 後秦（384年 - 417年）
  - 後燕（384年 - 409年）
  - 西秦（385年 - 431年）
  - 後涼（386年 - 403年）
  - 南涼（397年 - 414年）
  - 北涼（397年 - 439年）
  - 南燕（398年 - 410年）
  - 西涼（400年 - 421年）
  - 夏（407年 - 431年）
  - 北燕（409年 - 436年）

この時代、北部中国地方は戦乱が多く、主として異民族の王朝であった。前涼の張軌と西涼の李暠は漢人であるが、あとの王はみな胡族である。この小国家の中には漢文化を摂取しているものもあったが、概して殺伐な遊牧民であって、文化の程度も低く、書においても見るべきものはほとんどない。書家も目立った業績を残した者はいないが、この異民族国家の中で最も勢力のあった前秦において、わずかな碑が残っている。

### 南北朝
- 南北朝（386年 - 589年）
  - 南朝（420年 - 589年）
  - 北朝（386年 - 581年）

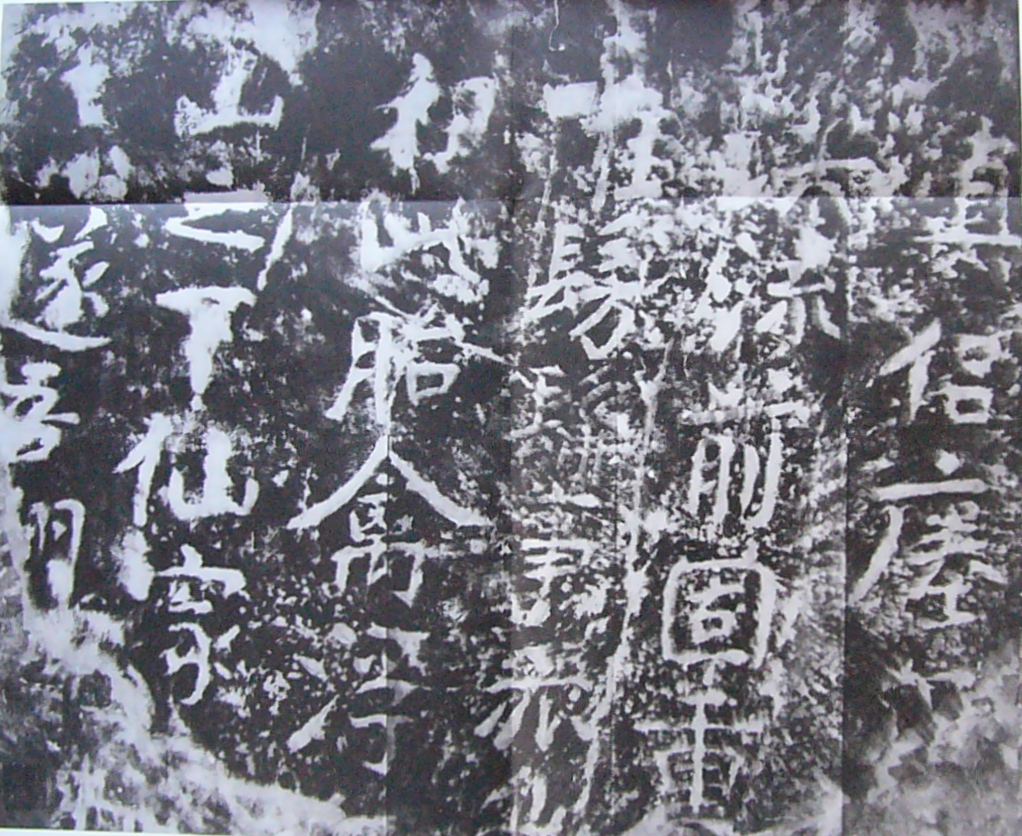
『瘞鶴銘』

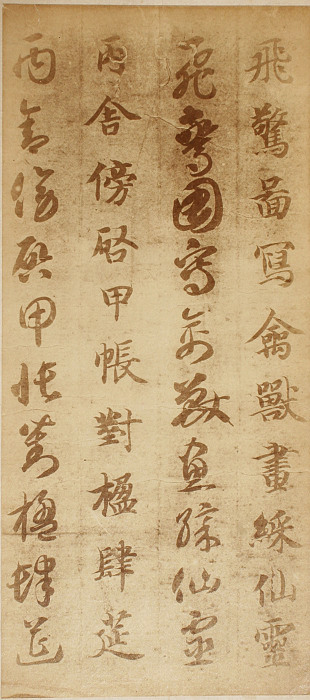
『真草千字文』（部分）智永筆

東晋の武将の劉裕が永初元年（420年）に宋王朝を建ててから、斉・梁・陳と3つの王朝が相次いで興亡した。この4つの王朝を南朝と呼ぶ。
晋の南渡に乗じて華北の地方に多種の異民族が侵入し五胡十六国時代が続いたが、その中でやがて一番大きな勢力をなしたのが鮮卑族の一種族である拓跋氏であった。この種族の出の拓跋珪が諸国を平定して魏王朝を建て、平城（現在の山西省大同市）に都を定めた。この魏王朝は三国時代の魏と区別して、北魏または後魏と呼ばれる。その後、北魏は、第3代皇帝太武帝のときに北涼を滅ぼして華北を統一し、江南の宋と対立した。この北魏が東魏・西魏に分裂し、まもなく東魏は北斉に、西魏は北周にそれぞれ帝位を奪われた。のち北周は北斉を滅ぼして華北を統一したが、隋が北周と陳を滅ぼして天下を統一した。この北魏から北周までを北朝といい、宋から陳までの南朝に対応させている。
南朝の石刻として遺存するものは少ない。南朝で現存する法帖は、唐人の搨模といわれる少数の真跡本があるだけで、その他はすべて集帖に刻された墨拓ばかりで、原形を正しく伝えるものは少ない。北朝のものは豊富に遺存する。そのほとんどは18世紀後半以後に発見されたものである。

#### 南朝
- 南朝（420年 - 589年、書人、筆跡、書論）
  - 宋（劉宋）（420年 - 479年）
  - 斉（南斉）（479年 - 502年）
  - 梁（502年 - 557年）
  - 陳（557年 - 589年）

東晋の貴族の間に絶大な崇敬を集めていた二王の書は、引き続き南朝の各王朝でも愛好され、たえず座右に法書を置いて学書された。南朝宋では王羲之よりも王献之が貴ばれ、羊欣・薄紹之・孔琳之・蕭思話・謝霊運などは王献之を学んだといわれている。斉・梁では二王ともに流行し、王導の孫の王珣の末子の王曇首とその子の王僧虔などが特に書名が高い（王氏#王導を参照）。陳では王羲之の七世の孫の智永がでて王羲之の書法の復興につとめ、後代に大きな影響を与えた。しかし、のちの唐代は南朝よりもむしろ北朝の伝統を受け継いだと見るべきであり、概して南朝は書のあまり振わなかった時代といえ、有力な書家もほとんどいない。

#### 北朝

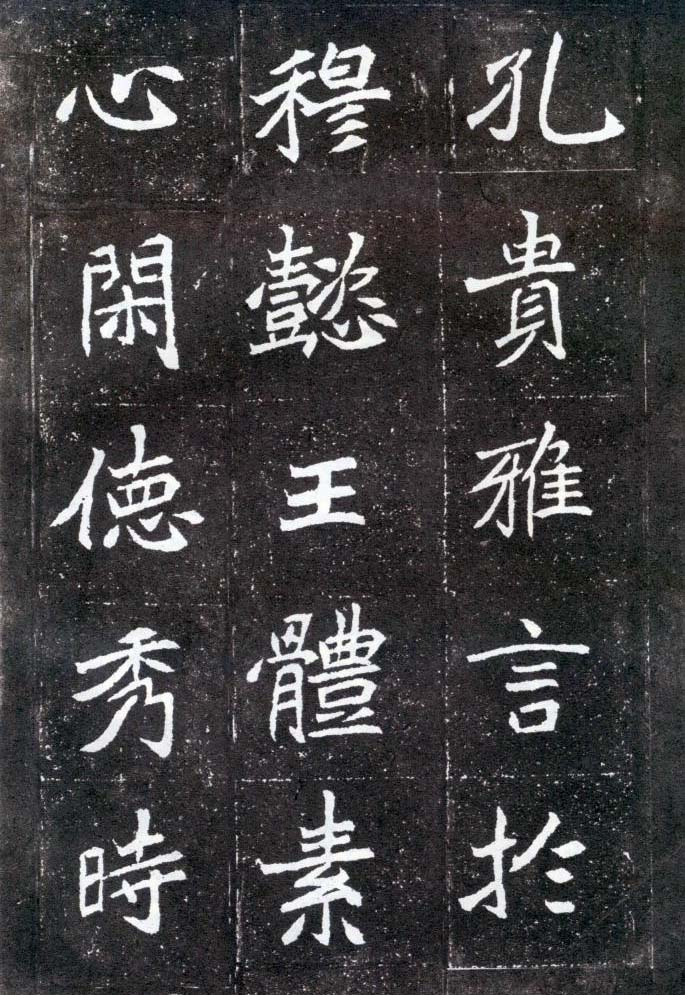
『元懐墓誌』（部分）

- 北朝（386年 - 581年、書人、筆跡、書論）
  - 北魏（386年 - 534年）
    - 前期（386年 - 494年）
    - 後期（494年 - 534年）

  - 東魏（534年 - 550年）
  - 西魏（535年 - 557年）
  - 北斉（550年 - 577年）
  - 北周（557年 - 581年）

北魏
北魏の初代皇帝道武帝は、平城に都を定めたが、第7代皇帝孝文帝は都を河南省洛陽に移した。この遷都から南朝の漢民族の文化を取り入れる漢化政策が始まり、漢人の風俗・習慣・言語、そして国家の諸制度にも漢人のものを採用した。それが自然と書にも反映して北魏の書が隆盛を極めた。この時期（遷都以後）を後期と呼ぶ。前期の書の遺物はほとんどないといってよい。
道武帝の建国以来、廃仏令が布かれていたが、第5代皇帝文成帝のときに仏教復興の詔勅が発せられて、雲崗石窟や龍門洞窟などの巨大な仏像が造られるようになった。これら仏像に銘文が盛んに刻されるようになったのは後期以後のことであり、前期の雲崗石窟の仏像に付随した文字資料は極めて少なく、後期の龍門洞窟には『龍門二十品』などがある。
漢化されたとはいうものの、北魏では刻石や碑に相応しい書の工夫発展がなされ、その書風は南朝とは気風を異にする新しいもので、峻険でたくましい数多くの傑作が残された。一方、南朝では立碑が禁止されていたため、技巧において洗練された優美な書風を求めたが、概して衰退したといえる。
東西魏以降
北朝の書は孝文帝の代を頂点として、その後は次第に隆盛時の風格を失っていく。北魏の書が魏晋の古法を伝えているのに対し、東魏の書は南朝の書法に従っていてもその古意を失っており、ときに楷書の中に篆隷の法を交えるなど、奇異を好んでかえって後世、悪評を買っているものもある。

#### 北碑南帖
清の阮元が六朝時代の書には南北両派があると称してから、南書、北書と二分して見る者が多い。北方には碑・碣・摩崖などの石刻が多く、そのため書体は楷書である。南方には法帖が多く、行書・草書を伝えている。そして、北方の碑・碣（北碑）を主として研究する者を碑学派、南方の法帖（南帖）を研究する者を帖学派と呼んでいる。

## 隋
- 隋（581年 - 618年、書人、筆跡）

300有余年にわたる異民族による南北両朝の対立も、漢民族である江南の陳王朝を最後に、ついに北方民族の隋の文帝楊堅が南北統一を果たした。しかし、第2代皇帝煬帝は、苛酷な政治を行って人民を圧迫したため反乱により殺され、隋王朝はわずか37年で滅亡した。隋は南方の文化を取り入れ、王羲之を中心とする南朝の書道を重視した。また、煬帝は運河を開いて南北の交通を盛んにしたため、文化の交流融合がなされ、書においても南北多種多様な書風はいつしか融合統一された。この時代には刻石しか残っていないが、碑や墓誌銘に数多くの傑作を見ることが出来る。その書風は北朝の書よりも温和になり、整斉・洗練されているのが特徴で、初唐の先駆をなした。

## 唐
- 唐（618年 - 907年）
  - 初唐（618年 - 712年）

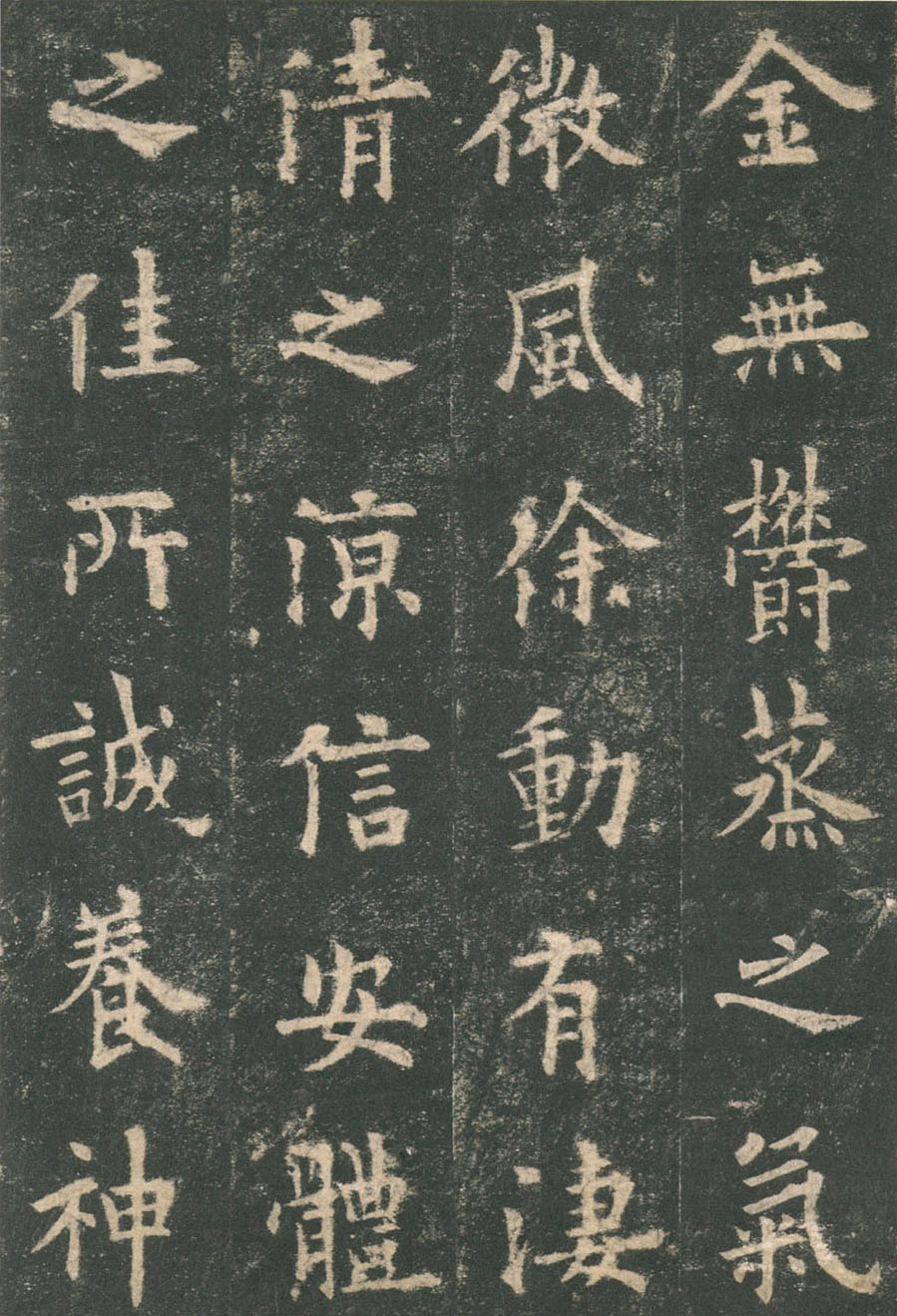
『九成宮醴泉銘』（部分）欧陽詢書

  - 盛唐・中唐・晩唐（713年 - 907年）

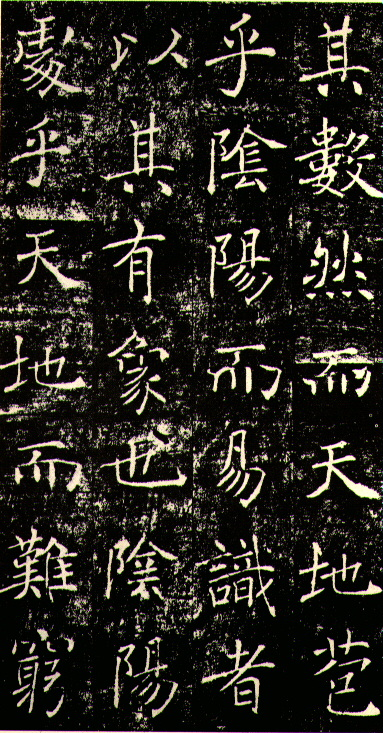
『雁塔聖教序』（部分）褚遂良書

わずか37年の短命な隋のあとを受けて、真の統一王朝を完成したのが唐である。唐王朝を創立したのは李淵（高祖）であるが、その子の李世民（太宗）が建国の企画、実行をし、側近に多くの名臣を集めての治世によって、貞観の治と称される太平の時代を築いた。かくして唐王朝は中国4000年の歴史の中、最も有力な王朝となり、日本の文物制度は主としてこの唐朝に範をとったのである。

### 初唐
- 初唐（618年 - 712年、書人、筆跡、書論）

太宗は隋以来の傾向に従って南朝の文化を基盤とした。特に太宗が王羲之を好んだために王羲之を中心とした技巧が練磨された傾向にある。太宗自身、歴代帝王中第一の能書の称があり、初唐に多くの能書家・書論家の輩出を見たのは、この帝によるところが大きい。そして、隋以来、温和で整い洗練されてきた書風は唐代になってますます発達し、ついにその黄金時代を現出している。その中で最も傑出したのは楷書であり、初唐の三大家などによる碑碣が多く残る。楷書は漢に始まり、六朝において練磨され、唐代で結実大成して、ついにその頂点に達した。後の時代に唐代の書跡に及ぶものはなく、永く後世の範となっている。

#### 初唐の三大家
初唐に書道の名人大家が多数輩出されたことは古今にその例を見ない。中でも欧陽詢・虞世南・褚遂良の3人の大家を初唐の三大家と称す。この三大家に至って、楷書は最高の完成域に到達する。また、三大家に薛稷を加えて初唐の四大家とも称す。なお、初唐の三大家に盛唐の顔真卿を加えて唐の四大家と称す。

### 盛唐・中唐・晩唐

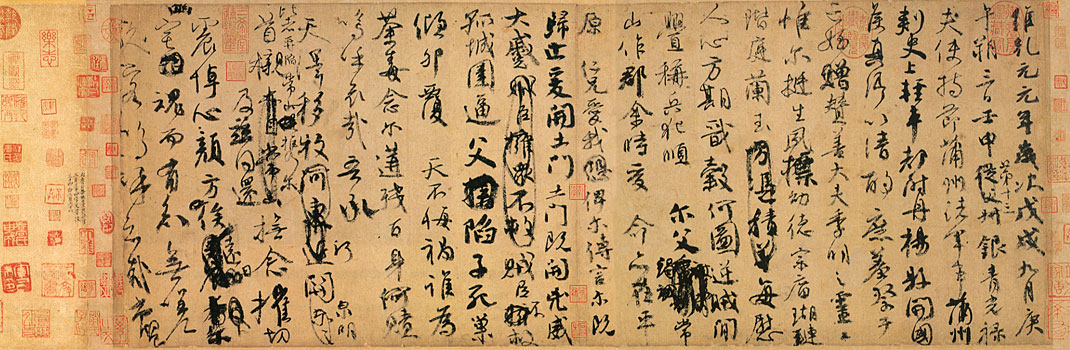
『祭姪文稿』顔真卿書

- 盛唐・中唐・晩唐（713年 - 907年、書人、筆跡、書論）
  - 盛唐（713年 - 765年）
  - 中唐（766年 - 835年）
  - 晩唐（836年 - 907年）

初唐の末期の書は、謹厳方正を主とし外見は非常に整ったものの表面的技巧に陥り堕落していった。盛唐の玄宗皇帝の治世は開元の治と称され、学問芸術を奨励したので唐朝の文化は最高潮に達した。この時、初唐の書風を革新し新生面を開いたのが顔真卿である。篆筆で楷書を書いて一世を驚かせた真卿は、王羲之と共に中国書道界の二大宗師とも謳われる人である。しかし、逆に書法の破壊者であるという正反対の評もあり、彼の書がいかに前代までとは異質の書であったかということがわかる。その他に、行書に李邕、篆書に李陽冰、草書に張旭・懐素の名筆が出た。晩唐の代表作家は、柳公権と裴休である。柳公権は顔真卿から起こり、裴休は欧陽詢から起こったので、共に楷書に優れている。
書風の発生と流行
書体は社会的・実用的な要求によって変遷し、書風は個人的・芸術的な衝動によって発生、流行するものだといえる。この時代から書法を師弟の間に順次伝承するということが重んじられ、張旭や顔真卿を書法の祖師として祭り上げる風潮が起こった。そして、以後、顔真卿の追従者が多くあらわれ、日本にも大きな影響を与えている。

#### 狂草
現行の草書（今草）は章草の波磔がなくなったものであるが、今草になって連綿（連綿草）が可能となった。この連綿草を得意としたのが張旭と懐素であり、連綿体の妙を極めた自在で美しいこの草書は狂草体と呼ばれる。この書風は後の黄庭堅や祝允明らに強い影響を与えた。ただし、二王の書を尊ぶ同時代の人士には受容されず、当時は、杜甫のような新興の士から支持を受けるにとどまっていた。

## 五代・十国
- 五代・十国（902年 - 979年、書人、筆跡）
  - 五代（907年 - 960年）
    - 後梁（907年 - 923年）
    - 後唐（923年 - 936年）
    - 後晋（936年 - 947年）
    - 後漢（947年 - 951年）
    - 後周（951年 - 960年）

  - 十国（902年 - 979年）

唐は黄巣の乱によって急激に衰微し、後梁によって滅ぼされた。その後、宋が興起するまでの50余年は、北方で5国が興亡し、その他に大小10もの国があったので、この時代を五代十国時代という。乱世であったため文芸は衰え、優れた能書家が少なかったが、楊凝式一人が傑出していた。唐の正整な書が流れ伝わっていたが、やや方向を転換し、宋の飛動的な文字に移ろうとする過渡的な時代である。

## 宋・遼・金

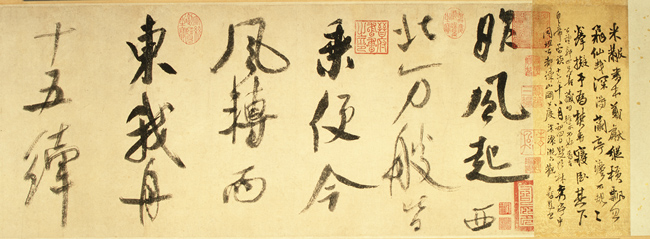
『呉江舟中詩巻』（部分） 米芾筆

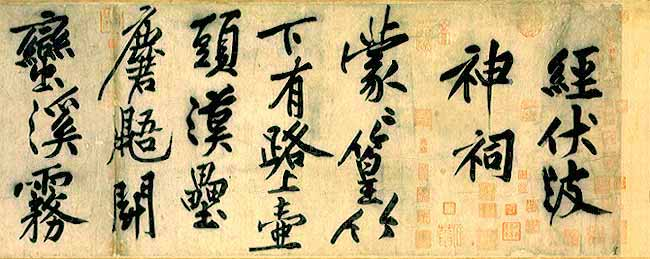
『伏波神祠詩巻』（部分）黄庭堅筆

- 宋・遼・金（960年 - 1279年、書人、筆跡、書論）
  - 北宋（960年 - 1127年）
  - 南宋（1127年 - 1279年）
  - 遼・金（916年 - 1234年）

宋は、五代の最後の王朝、後周の将軍の趙匡胤が天下を統一して初代皇帝（太祖）となってから約320年間に亘った。しかし、167年間続いた後、いったん滅び、後に南方で再興した。初めの時代を北宋といい、再興してからを南宋というが、この2つの期間は、政治・社会・文化の上から大きい変動があり、書の上からも区別される。

### 北宋
- 北宋（960年 - 1127年）

宋が天下を統一するに当たって、まず、唐の制度にならって新しい国家の建設が進められた。しかし、晩唐人が法に縛られ、無気力におちた反動として、前代の形式美を破ろうとする動きが盛んになった。宋人は思索と情感により大胆に個性を表現し、自由奔放な新様式の書風を生んだ。そして、行草体に妙を競うようになり、碑刻も行体に移行したことがこの時代の特色である。また、古名跡の保護としてか、『淳化閣帖』が刻されたのもこの時である。平和で豊かな時代であった反面、軍事的には無力で、北方の異民族契丹の建てた遼に侵入されるようになり、第9代皇帝欽宗のときに遼に代わって北方を支配していた金に滅ぼされた。

#### 宋の四大家

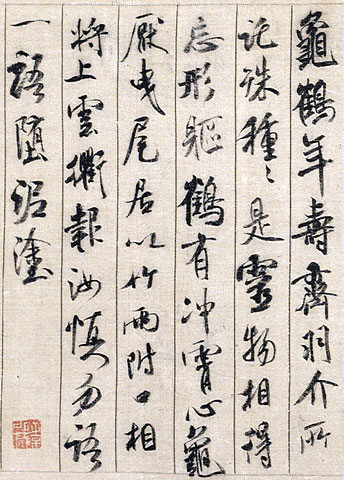
『蜀素帖』（部分） 米芾書

北宋の書
戦乱で荒廃した北宋初期の文化は、五代や十国の人たちによって移入された。第2代皇帝太宗の書道の師の王著と、宋初期第一の書家といわれた李建中は、ともに後蜀からきた人で、『説文解字』を校訂した徐鉉は南唐からきた人である。はじめは唐の模倣による保守的な書風から始まったが、第4代皇帝仁宗の頃から革新的な動きが起こり、顔真卿や楊凝式を基盤とした独創的な書家が生まれた。その代表が宋の三大家といわれる蘇軾・黄庭堅・米芾であり、これに蔡襄を加えて、宋の四大家とも称す。
宋の四大家

蔡襄
仁宗の頃、宋朝第一の書家と称せられ、その書は楷行草の各体をよくし、行書が最も優れ、小楷がこれに次いだ。概して伝統派の本格的な書を書いているが、大字は顔真卿の書風であり、宋の顔真卿とも称された。また、その中に宋代の豪放縦逸な書風の先駆をなすものを含んでおり、蔡襄の出現が後の革新的な宋の三大家を生む素地となった。なお、本来の四大家は蔡襄ではなく蔡京との説もある。
蘇軾
中国第一流の文豪であるが、書にも一見識を備えた。書は二王からはじめ、のち顔真卿・李邕を学んだ。楷行草をよくし、特に大字に筆力を見る。書の中に人間性を確立し、他人の書を模倣することを排し、技巧よりも独創性を尊んだ。この説は師の欧陽脩から出て、さらにこれを徹底している。蘇軾は黄庭堅や米芾より少し先輩であったため指導的な地位にあり、特に思想的に彼らに与えた影響は大きい。蘇軾は顔真卿の革新的な立場を理想とし、黄庭堅と米芾はこの考えを発展させた。
黄庭堅
蘇軾の人物を尊敬し、その門で書を学び、晩年には張旭・懐素・高閑の草書を学んだ。黄庭堅は、「書に最も大切なものは、魏・晋の人の逸気、つまり法則にとらわれず自由に心のままに表現することであり、唐の諸大家は法則にとらわれてこれを失ってしまった。張旭・顔真卿に至ってこの逸気を再現した。」と言っている。黄庭堅の代表作の『黄州寒食詩巻跋』は、蘇軾の『黄州寒食詩巻』の跋であるが、跋というよりも蘇軾の書と妙を競っているような感があり、傑作とされている。
米芾
書画がうまかった上に鑑識に優れたため、第8代皇帝徽宗の書画の研究およびコレクションの顧問となり、非常に重く用いられた。その鑑識眼は中国史上最高といわれる。また、自らも収蔵し、臨模に巧みで、晋唐の名跡をよく臨模した。彼の作った摹本は原本と区別することができなかったという逸話がある。顔真卿・欧陽詢・柳公権・褚遂良を学び、後に二王らの晋人を深く研究したが、彼ほど古典を徹底的に研究した者は稀である。書画についての著書も残し、今日でも王羲之や唐人の真跡を研究する上で最も重要な参考資料となる。三大家の中で彼の書は実力の点で最も優れている。
蘇軾・黄庭堅・米芾の三家の共通点は、唐以来の技術本位の伝統的書道を退けて、創作を主とする書芸術を打ち立てたことにあり、これは明・清以後の近代書道の方向を示すものとなった。
 『黄州寒食詩巻』（蘇軾書、右）とその跋（黄庭堅書、左）

#### 集帖

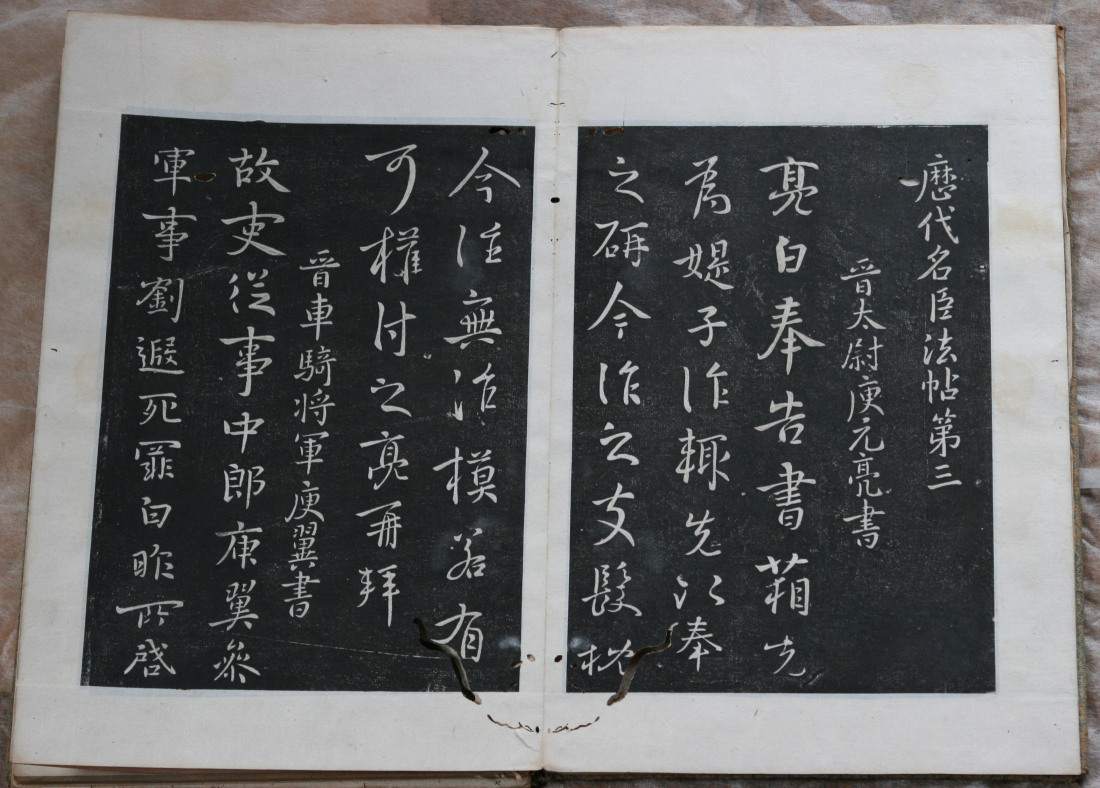
『淳化閣帖』

宋の太宗は唐の太宗と同様に、二王の伝統を保持した。そして、淳化3年（993年）、勅命により王著が歴代の書跡によって『淳化閣帖』10巻を編纂したが、その半ばにあたる第6巻以下は、二王の書が集刻されている。この集帖は後世、集帖界の王者として君臨し、書道界を裨益したことは誠に大きな功績である。また、徽宗の美術の愛好と蒐集が美術の隆盛を促し、書においては蔡京らに命じて『淳化閣帖』をもとに『大観帖』10巻を編纂させた。

### 南宋
- 南宋（1127年 - 1279年）

南宋時代はもはや三大家を生んだ北宋後期の生気はなく、概して書道衰微の時代で、優れた書家は生まれなかった。しかし、禅僧の間に蘇軾・黄庭堅・張即之の独特な書風が流行し、これは日本の鎌倉時代の禅林にも流行した（詳細は禅林墨跡を参照）。また、書道に関する研究書が多く刊行され、これらの著録が後世、書道界を益したことは大きいといえる。

### 遼・金
- 遼・金（916年 - 1234年）
  - 遼（916年 - 1125年）
  - 金（1115年 - 1234年）

遼は南北朝の頃から中国の北方に住んでいた契丹族の建てた国である。そして、段々と領域を広げていき、ついに宋と対立ほどに強大になった。この国は200年以上続いたが、後に強力となった金に滅ぼされた。金は女真族の建てた国で、遼を滅ぼし、さらに北宋をも滅ぼして中国本土の淮河以北を領有した。両国ではともに独自の文字を作って漢字と併用した。この文字は、遼では契丹文字、金では女真文字という。金には皇帝の一人の章宗など多少見るべき書家がいたが、両国ともに書道史上、特に重視すべきことはない。

## 元
- 元（1271年 - 1368年、書人、筆跡、書論）

『鵲華秋色図』趙孟頫画

モンゴル族を統一しモンゴル帝国の初代皇帝となったチンギス・カンは、東は満洲から西はカスピ海北部におよぶ広大な地域を征服し、さらに金を攻めた。しかしその途中の1227年、病に没した。そして、1234年、その三男の第2代皇帝オゴデイは、南宋と結んで金を滅ぼした。
チンギス・カンの孫で第5代皇帝のクビライは、 至元8年（1271年）に元を建て、至元16年（1279年）、南宋を滅ぼしてついに中国全土を支配した。遼や金などの異民族の征服王朝が中国の伝統を尊重したのに対し、モンゴル人は概して漢人を冷遇し漢文化にも冷淡であった。そのモンゴル至上主義では人民の四等級 の体制と科挙の廃止などが実施され、漢人、特に南宋の地域の漢人を南人（なんじん）と呼んで極度に圧迫した。この時代は、こうした漢人の文化を黙殺した政策によって書の方面も沈滞した。
また、高い文化と豊かな富をもつ南人を国力に取り込めず、元王朝は人材不足を招いた。そこで南人にも賢才が求められ、ここに宋王朝の宗室であった趙孟頫ら24人が選び出された。
趙孟頫
趙孟頫は元王朝に仕えて栄達し、元王朝の書壇を代表する存在となった。元の皇帝も彼には敬意をはらったが、宋の宗室の出でありながら元に仕えることに葛藤の日々が続いた。趙孟頫は王羲之の書を最高とし、その伝統を守ろうとする復古調の雅健整正な書風を起こした。40代のときには王羲之の7世の孫・智永の真草千字文の臨書に没頭し、44歳のときに、臨書した千字文の跋に、「この20年来、臨書した千字文は100本に及んだ。」と記している。そして、宋の三大家らの個性的な書は、古法を軽んじ粗放に流れ、古法を荒廃に導くものと捉え、王羲之の書を次代に伝えた。
趙孟頫につづく鮮于枢や鄧文原などの書人もこの復古主義を受け継ぎ、晋唐の書を目指した。その他に、楊維楨や康里巎巎なども書名が高い。中でも色目人の康里巎巎の個性的な書法が異彩を放ち、趙孟頫に次ぐとの評価を得て人々はこれを宝としたといわれる。彼の楷書は虞世南、行書は二王と米芾を理想とし、晋人の筆意を得てその境地に達するものとされた。また、章草の名手とも知られ、その激しいタッチの章草の筆法は趙孟頫などには見られない激しい感情を表現している。

## 明
- 明（1368年 - 1644年、書人、筆跡、書論）

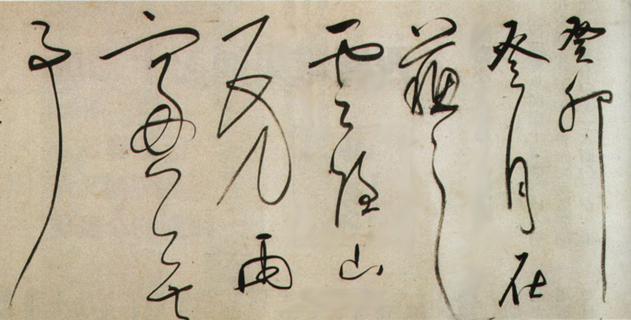
『行書詩巻』（部分）董其昌書

元王朝の内政は、皇位継承をめぐる紛争と、国土拡大のための度重なる遠征から財政難を招いた。また、元王朝の最後の皇帝は全くの無能で、諸方に起こった反乱を鎮圧することができず、ついに漢人の朱元璋によって滅ぼされた。
異民族のモンゴル族を追放して約250年ぶりに漢人の天下を回復した明は、儒教を根幹とする政策を徹底し、伝統的な漢文化を復帰させた。概して書道が興隆し、多くの能書家が輩出し、最も行草体の盛行した時代である。
明代の約280年は書の上から、初期（約120年、元王朝以来の復古主義を継承し伝統の書法が行われた時期）・中期（約80年、初期の惰性的復古色を一掃する新古典主義が誕生した時期）・末期（約80年、明代の革新的な書道の大成期）の3期に分けることができる。代表的作家は末期の動乱期に現れている。
初期
明初は王羲之以来の古典が尊重され、趙孟頫の書風に感化された状態であった。成祖は書を好み二王の書を学習させるなど古法書の学習を奨励し、それにつづく諸帝もみな書をよく学んだ。この時期に最も書名のあった人としては、王羲之の書法を宗とした三宋二沈（さんそうにしん、三宋は宋克・宋璲・宋広、二沈は沈度・沈粲）がいる。三宋の中では宋克が最もすぐれ、草書と楷書をよくし、この楷書が沈度に受け継がれ、干禄体の基礎となった。そして、沈度の書が成祖の好むところとなったことから朝廷の重要文書はすべて沈度に書かせるようになり、その弟の沈粲も兄の推挙によって重用され、二沈の称が天下に知れ渡った。この時期は概して晋唐の書に終始しているが、その中で宋克の章草や二沈の草書は逸脱した気風を備えたもので趙風ばかりではなかった。
中期
中期は商業が著しく繁栄し、中国第一の商工業都市となった呉中（現在の蘇州）ではこの繁栄を背景に詩書画結合の芸術形式が普及し、また篆刻も文人芸術として発展した。富を得た新興層が書画を求めたため書画の価値が急騰し、官界に背を向け書画で生計を立てる文人（沈周・文徴明・祝允明・王寵・陳淳など）が多数輩出され、彼らは呉中派と呼ばれた。また、優れた鑑賞眼と見識をそなえ収蔵に熱意を傾ける鑑蔵家が多数現れ、集帖・書画録が刊行された。
末期
明末は内乱が相次ぎで起こり、国家は疲弊と混乱に陥り、書をよくした人も政治的には極めて不運な人たちが多い。その苦悩と反抗の中にあって、まず董其昌は、王羲之以来の伝統書法の系譜に新鮮な生命の息吹を注入し、革新的な傑作を数多くのこした。董其昌につづく、張瑞図・黄道周・倪元璐・傅山・王鐸らも深く書に心を寄せてその気概を示した人たちであり、その人物とともにその書が称賛されている。
明代の書は、おおむね宋の四大家を通して継承され、董其昌も蘇軾の語によっており、王鐸は董其昌の理論を実践している。連綿を多用した彼らの行草体は、特に長条幅という明初以来の新しい書の作品様式を完成させた。連綿草は王献之あたりに端を発し、張旭や懐素も立派な作を残しているが、王鐸・傅山・董其昌あたりで最高潮を示し、明末清初は連綿時代を画した。この時代の一番の実力者は王鐸で、長条幅連綿行草作家の中でも特に傑出している。

## 清
- 清（1644年 - 1912年、書人、筆跡、書論）

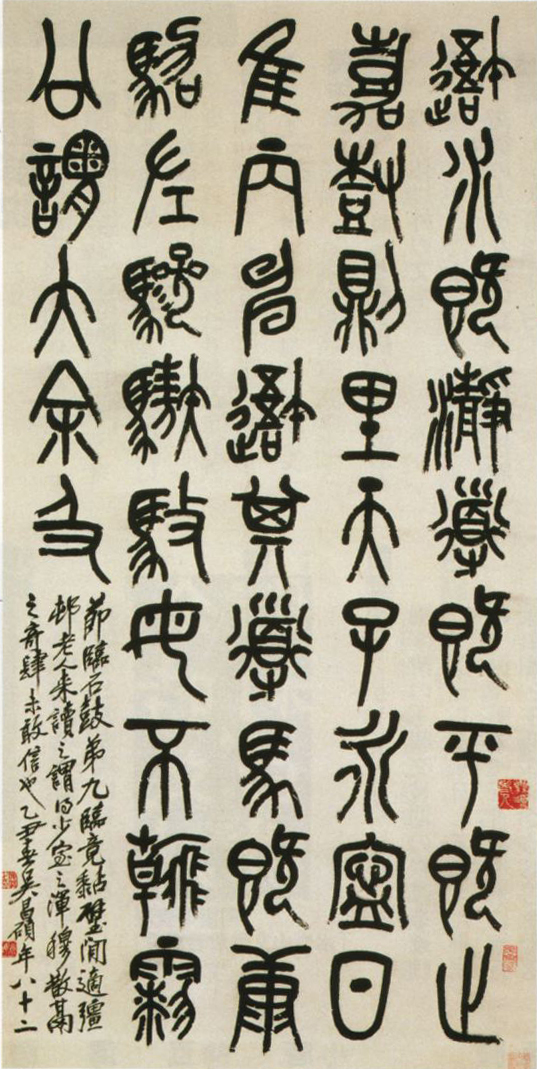
『石鼓文』呉昌碩臨

明は李自成によって崇禎17年（1644年）に滅ぼされ、大清 つまり清は康熙元年（1662年）中国全土を支配した。清朝は第4代皇帝に名天子の康熙帝が出て、満洲民族でありながら漢民族の伝統文化を尊重し、その復興につとめた。また第6代皇帝の乾隆帝も『淳化閣帖』を覆刻するなど皇帝が書に興味を示したことから官吏や学者が書道を重んじるようになった。
学問の研究が非常に盛んになったこの康熙・雍正・乾隆3代の約130年の間は清朝文運の最盛期で、「康熙乾隆の盛世」とも称され、この間、『古今図書集成』や『四庫全書』の編纂など、漢人学者主導による数々の大規模な文化振興事業が実施された。この伝統文化を拡充する政策は考証学を盛んにし、金石学が新しく学術の主流に置かれる結果をもたらし、従来の法帖中心から碑石・金文に注目が移った。法帖を中心として書を研究する人たちを帖学派、北魏や隋の碑を研究対象とする人たちを碑学派と称しているが、清朝書道界における最も著名なことはこの碑学派の勃興である。
清朝を書の上から区分すると、清初より雍正年間に至る初期、乾隆・嘉慶の隆盛期、道光以後の後期の3時期からなるが、初期は帖学派が主流をなし、隆盛期は帖学が大成された時代であると同時に碑学が新しく興り、後期は碑学派が主流となった時代である。
初期
王羲之を主とする法帖が全盛の時期であったが、深く書の伝統を支えていたのは明人であり、清代になってからも活動を続けた王鐸は清代書家の筆頭といえる。傅山の独自のすぐれた作品は清代に入ってからであるが、彼は世に出ず亡命生活を送った。康熙帝は明の末期の代表作家である董其昌の書を好み、この影響によりこの時期は董其昌風の書が一般に流行した。康熙帝の後に即位した雍正帝は康熙時代からの文化事業を継続し、この雍正時代の書道界で最も活躍したのは、王澍と張照である。
隆盛期
乾隆帝は祖父の康熙帝に並ぶ立派な天子で、清朝の経済は最も成長した時期である。書においては乾隆帝が趙孟頫の書を好んだため趙風が流行した。また、この時期に古典の文献的研究として実証主義を重んじる考証学が勃興し、その具体的分派というべき金石学が起こり、三代・秦・漢・六朝の古法の研究が考証的に行われた。ただし、考証学勃興の背景には、清王朝が漢民族の統治にあたり、政治に直結する学問にしばしば弾圧を加えたことにより、学者たちの興味が学問のための学問、つまり古典へと向いていった経過がある。
阮元の書論『南北書派論』・『北碑南帖論』により南北朝時代から南方の法帖と北方の碑の書の相違が論じられ、北派（碑学派）の書論の根拠となり、また包世臣の『芸舟双楫』が北派の書論に気勢を加えた。元・明時代は行草書や細楷がほとんどであったが、碑学派によって久しく中絶していた隷書や篆書が復興し、これに伴い明末から発達した篆刻が盛んになった。
帖学と碑学が重なり合ったこの時期に、清朝を代表する大家が輩出している。帖学派の最高峰である劉墉、碑学派の鄧石如、碑学と帖学両派の翁方綱などであるが、特に鄧石如の功績は大きく、清末の篆書・隷書の名手（呉熙載・楊沂孫・趙之謙・呉昌碩など）の指標となった。
後期
道光以後のこの時期は、康有為の碑学を尊重する書論『広芸舟双楫』などもあって碑学の浸透と金石趣味が定着する中、書の表現は多様化に向かった。各体にわたって情緒豊かな作風を打ち立てた何紹基はこの代表であり、鄧石如、趙之謙とともに碑学派の3代表とされている。